# 訃報 2025年7月
訃報 2025年7月（ふほう 2025ねん7がつ）においては、2025年7月の物故者（メディアによる報道ならびに関係する機関もしくは団体・法人などから伝達・告知が実施された人物を含む）について纏めるものとする。

## 1日 - 15日

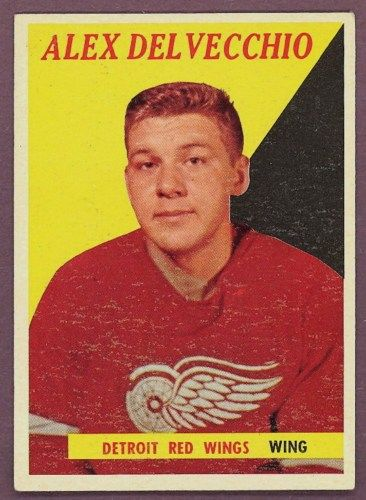
アレックス・デルヴェッキオ／7月1日没

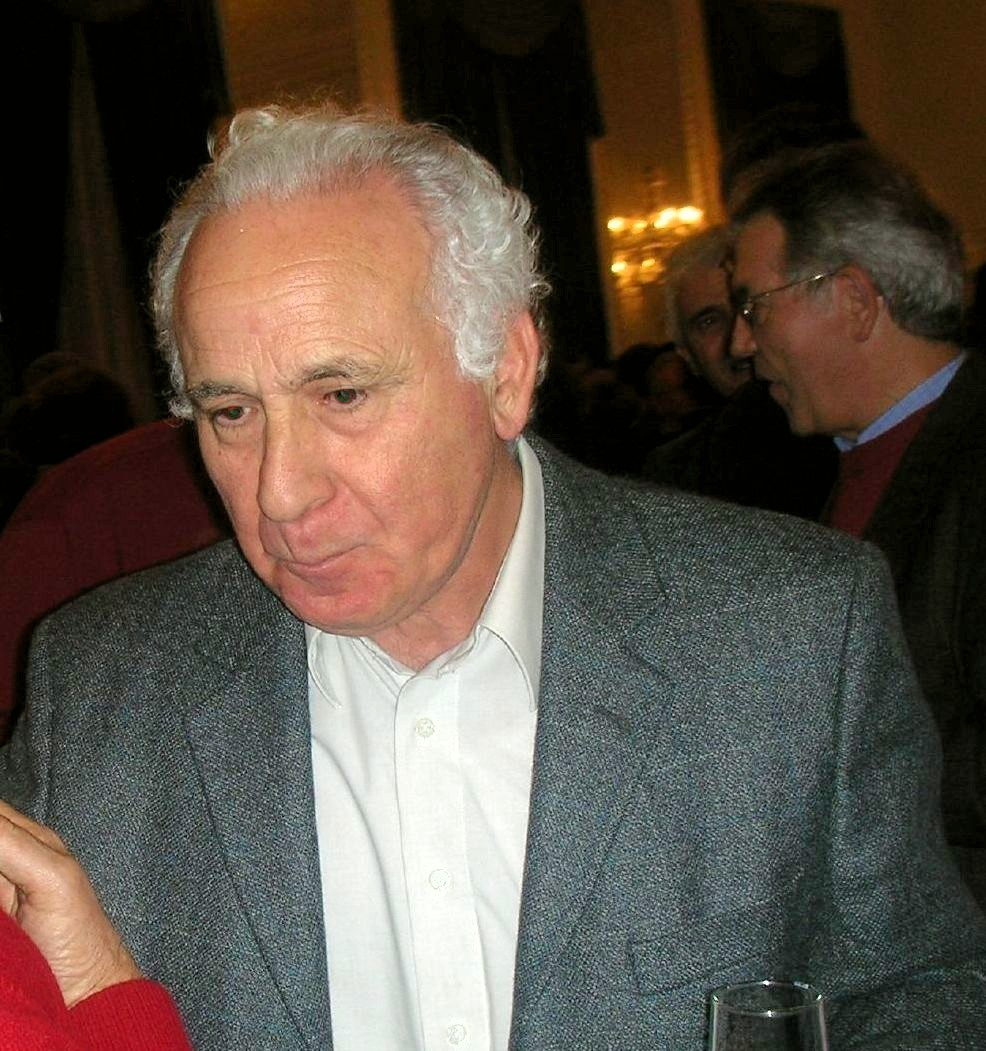
ホセ・アスルメンディ／7月1日没

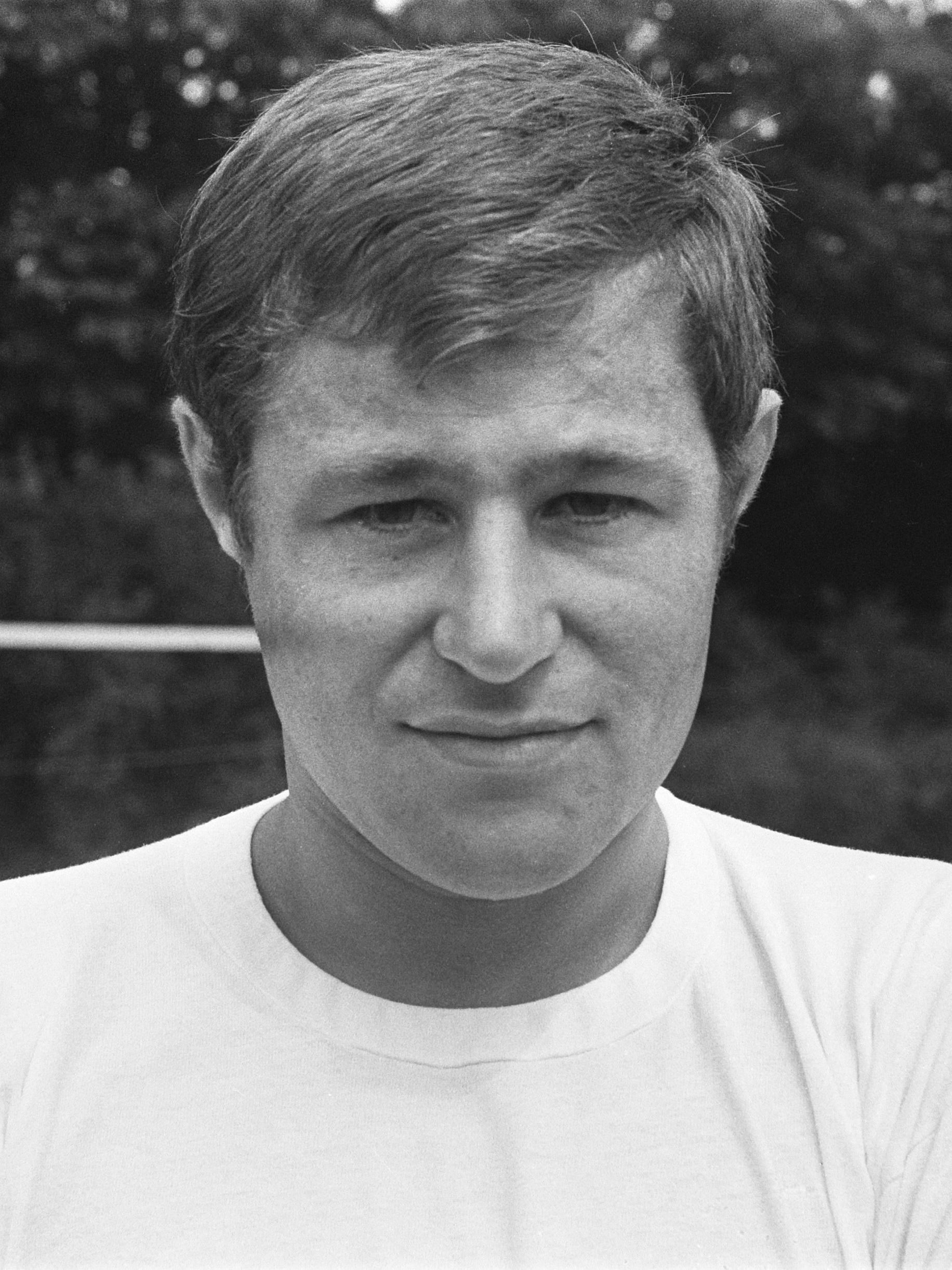
リヌス・イスラエル／7月1日没

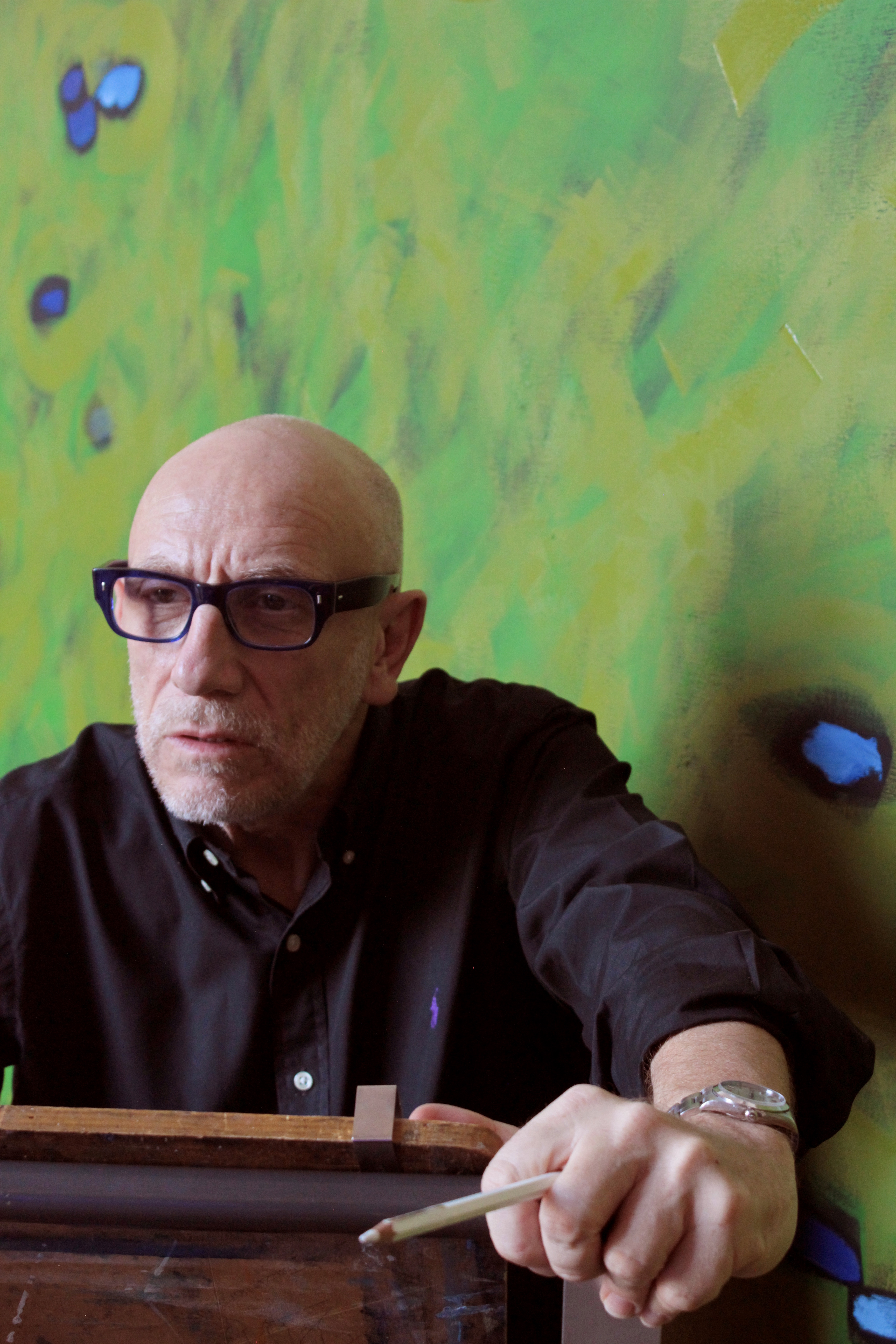
ブライアン・クラーク／7月1日没

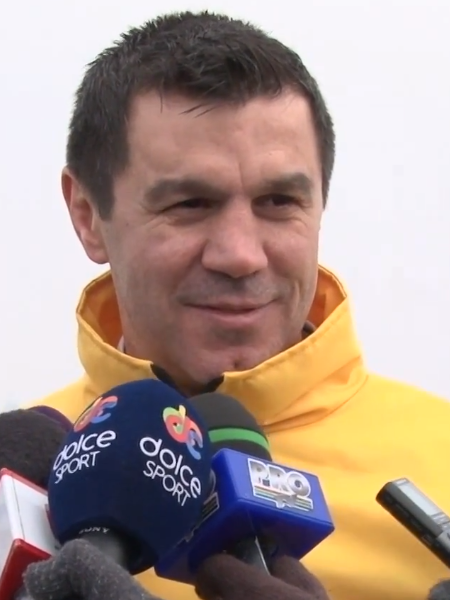
ミハイ・レウ／7月1日没

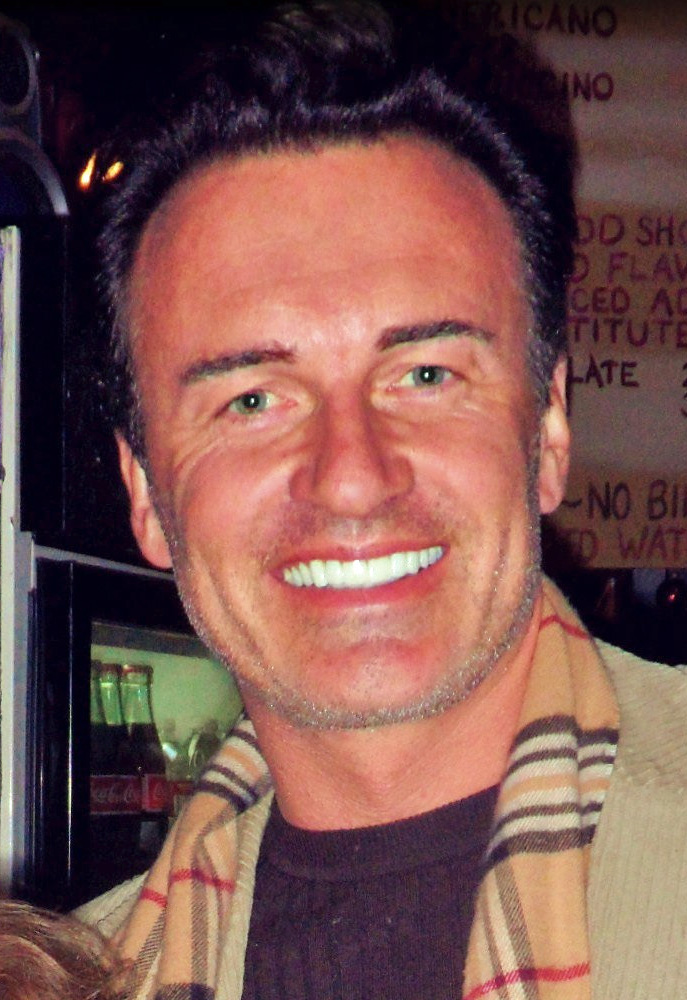
ジュリアン・マクマホン／7月2日没

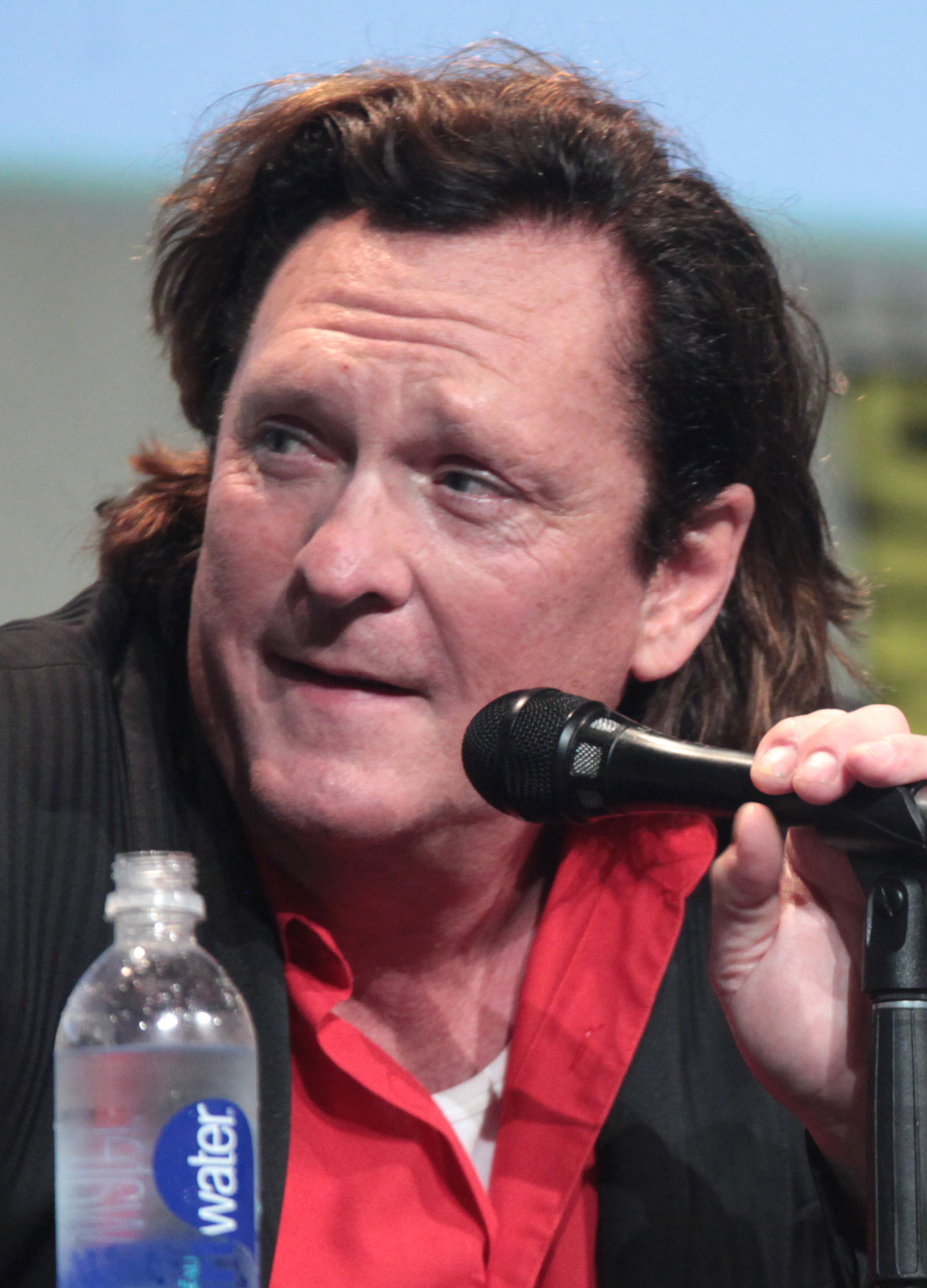
マイケル・マドセン／7月3日没

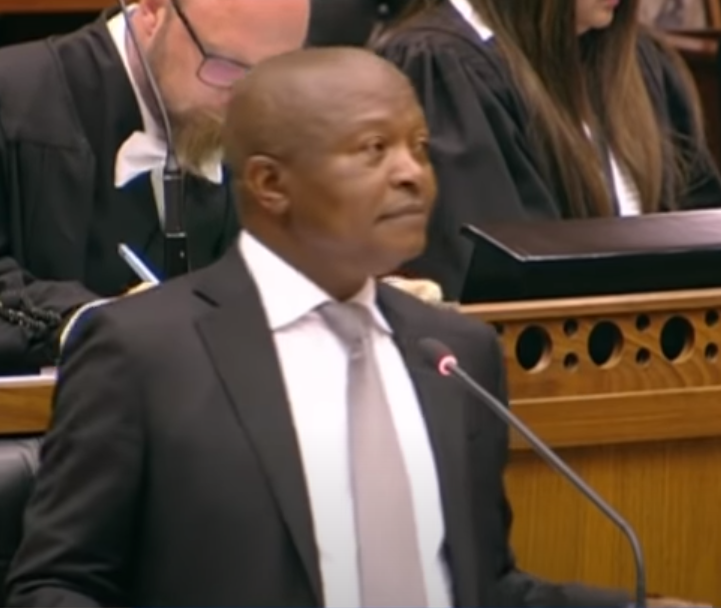
デイヴィッド・マブザ／7月3日没

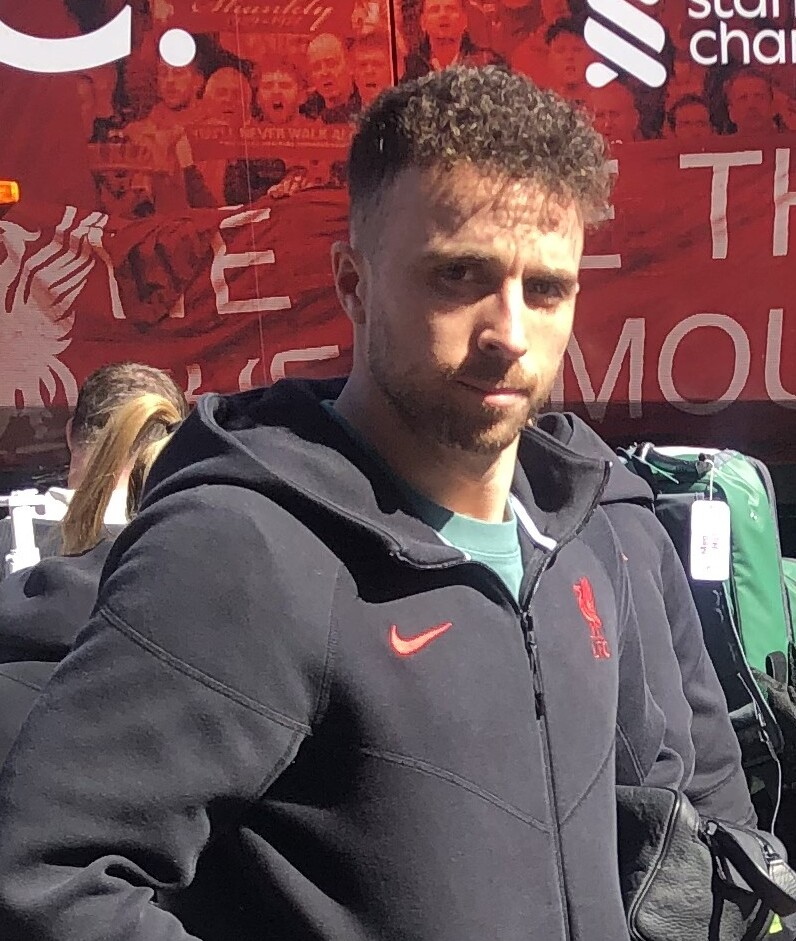
ディオゴ・ジョッタ／7月3日没

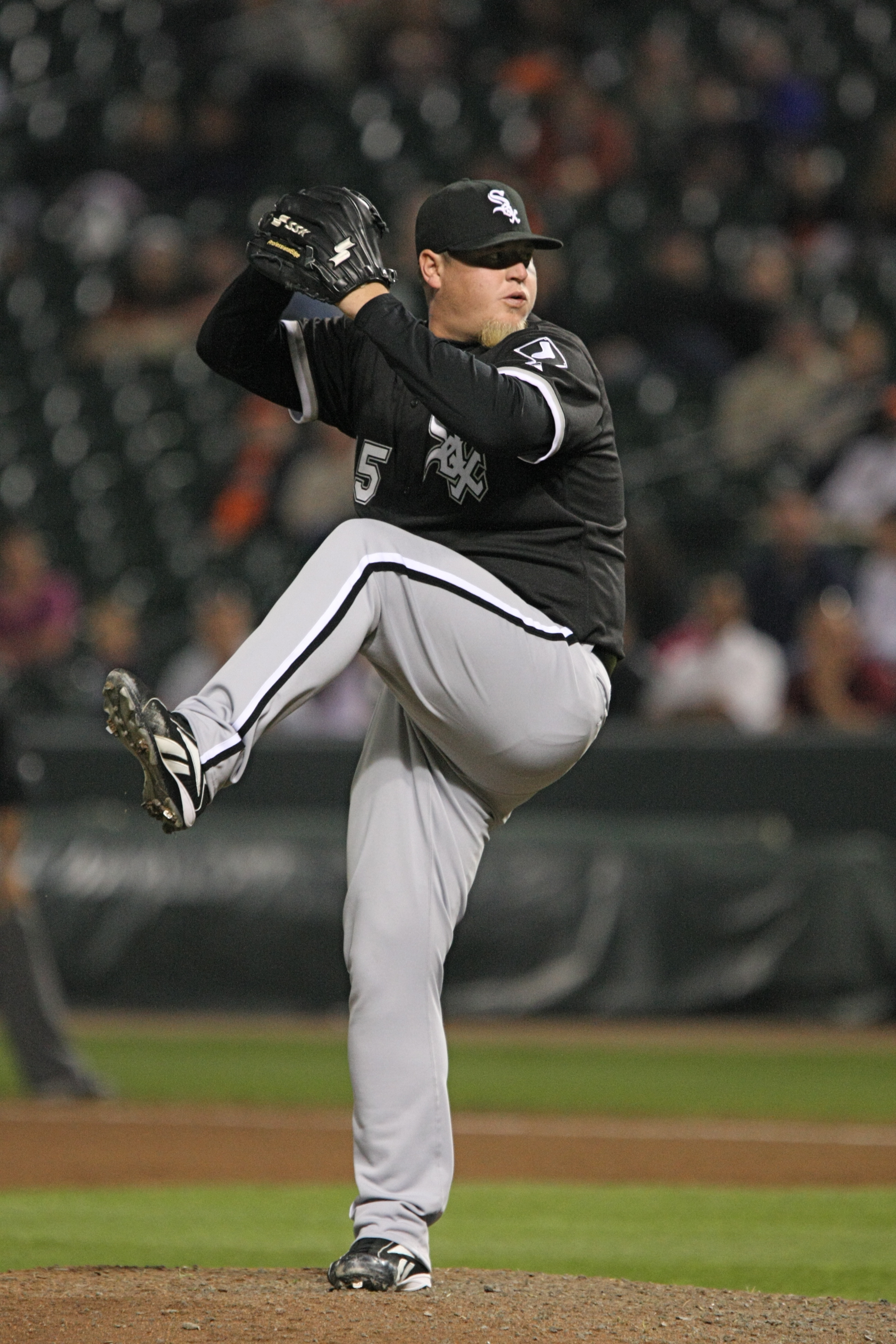
ボビー・ジェンクス／7月4日没

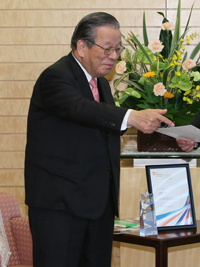
玉井義臣／7月5日没

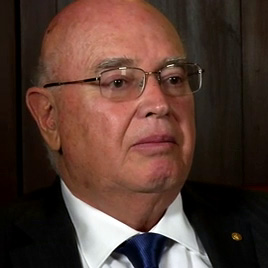
ガーボル・ソモルジャイ／7月7日没

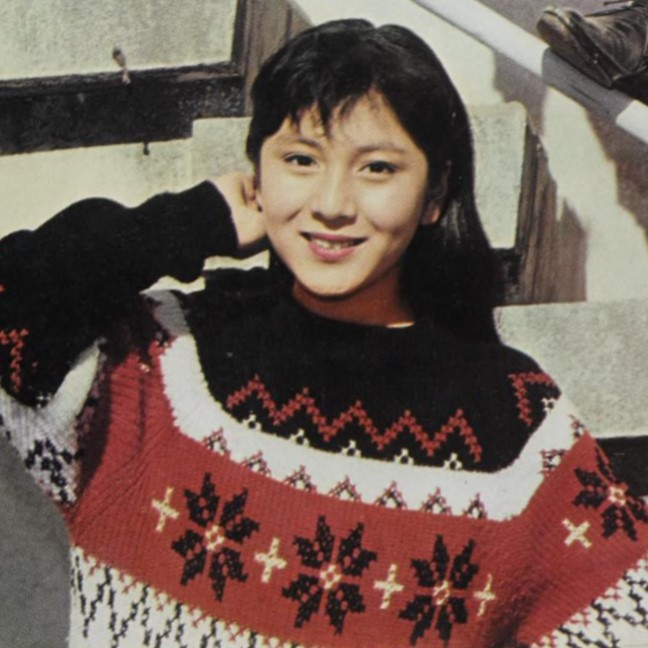
和泉雅子／7月9日没

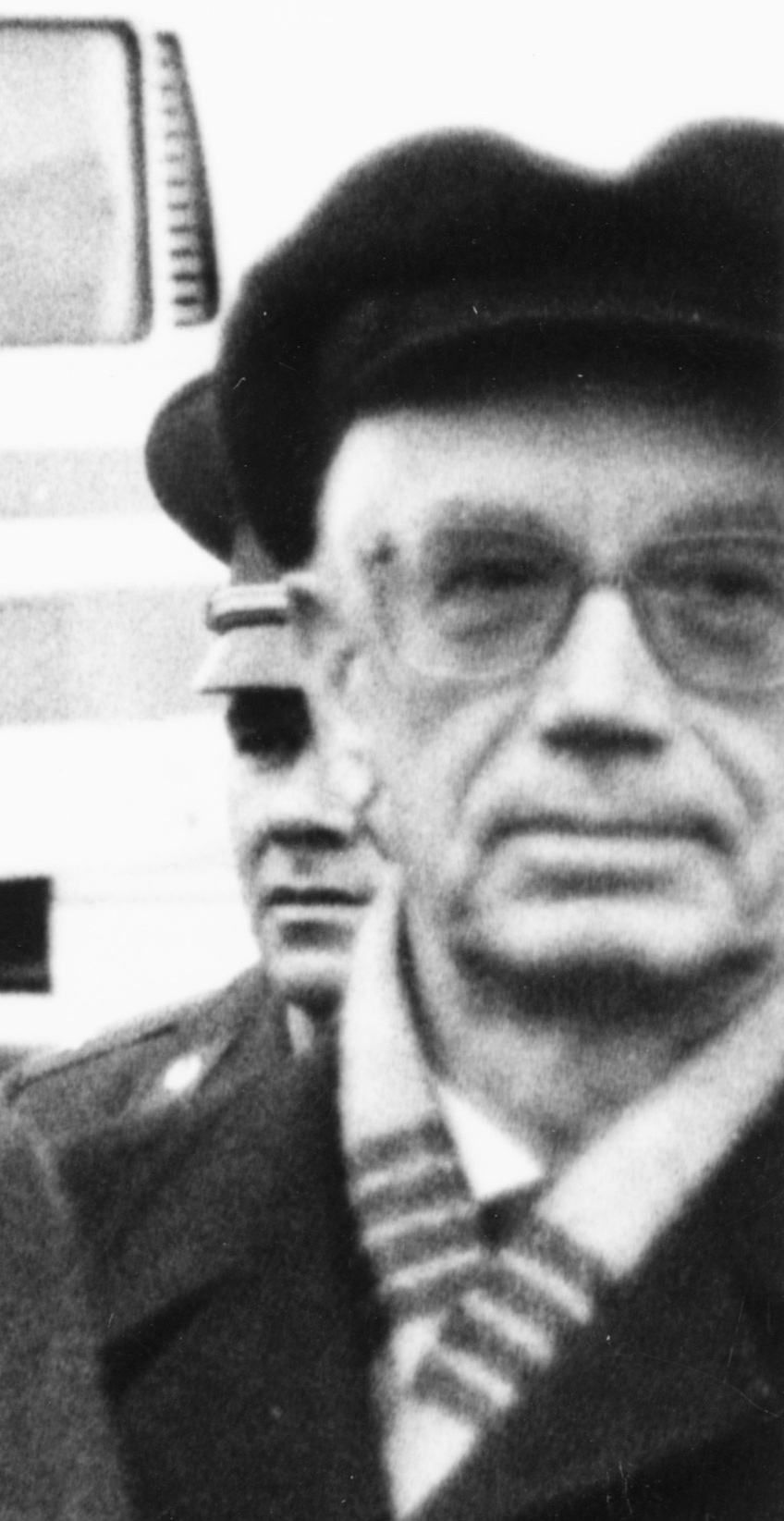
ワジム・メドヴェージェフ／7月11日没

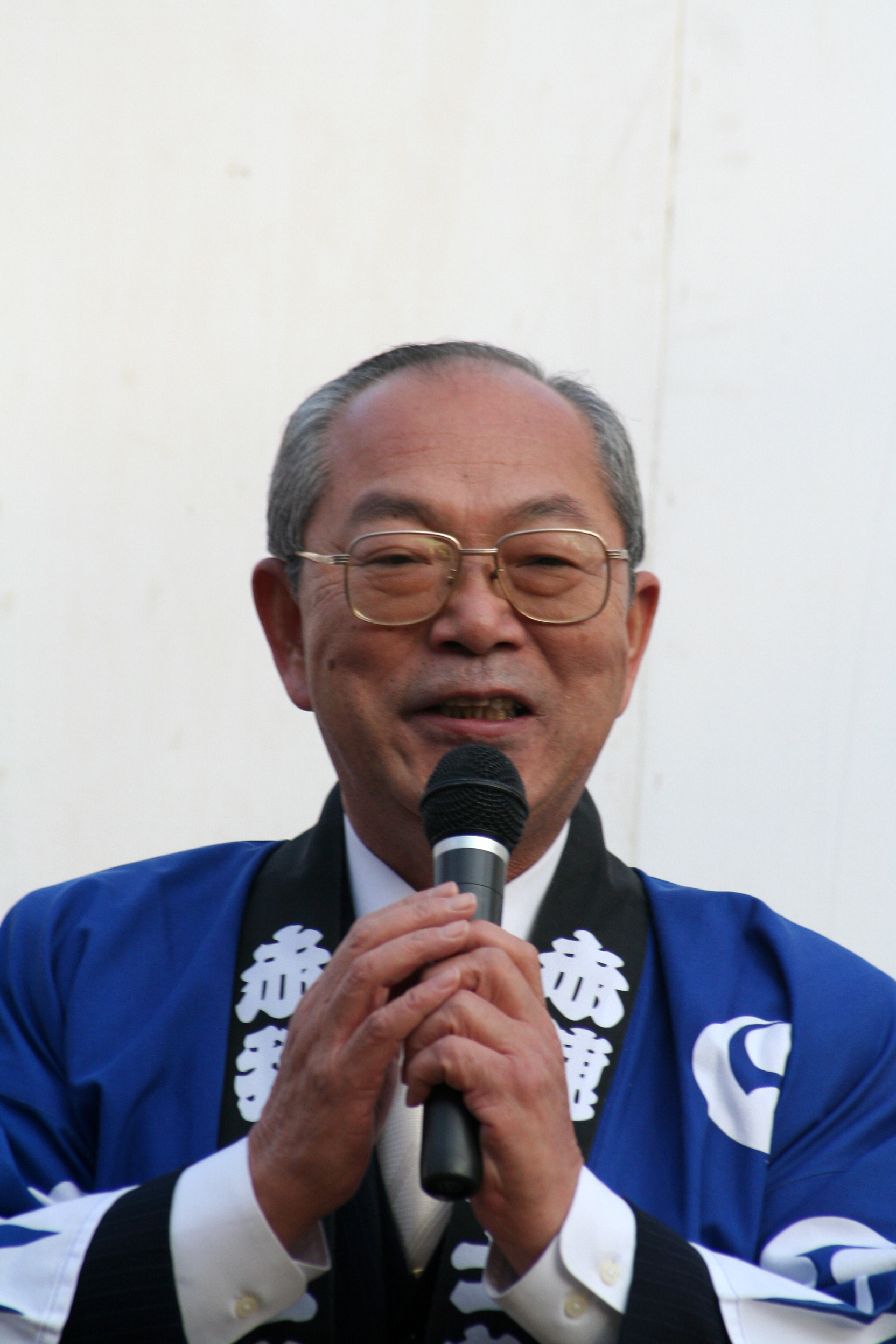
豆田正明／7月11日没

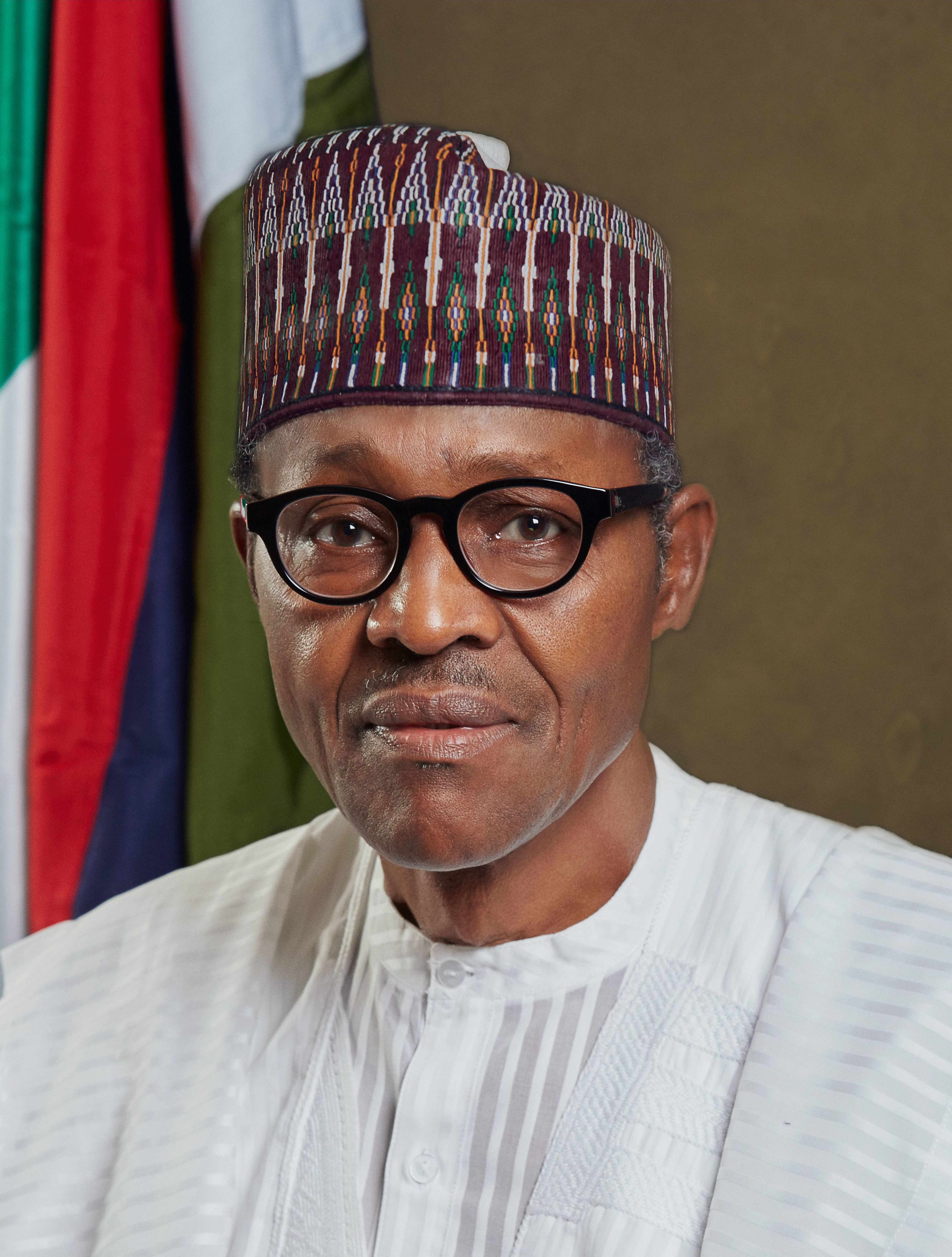
ムハンマド・ブハリ／7月13日没

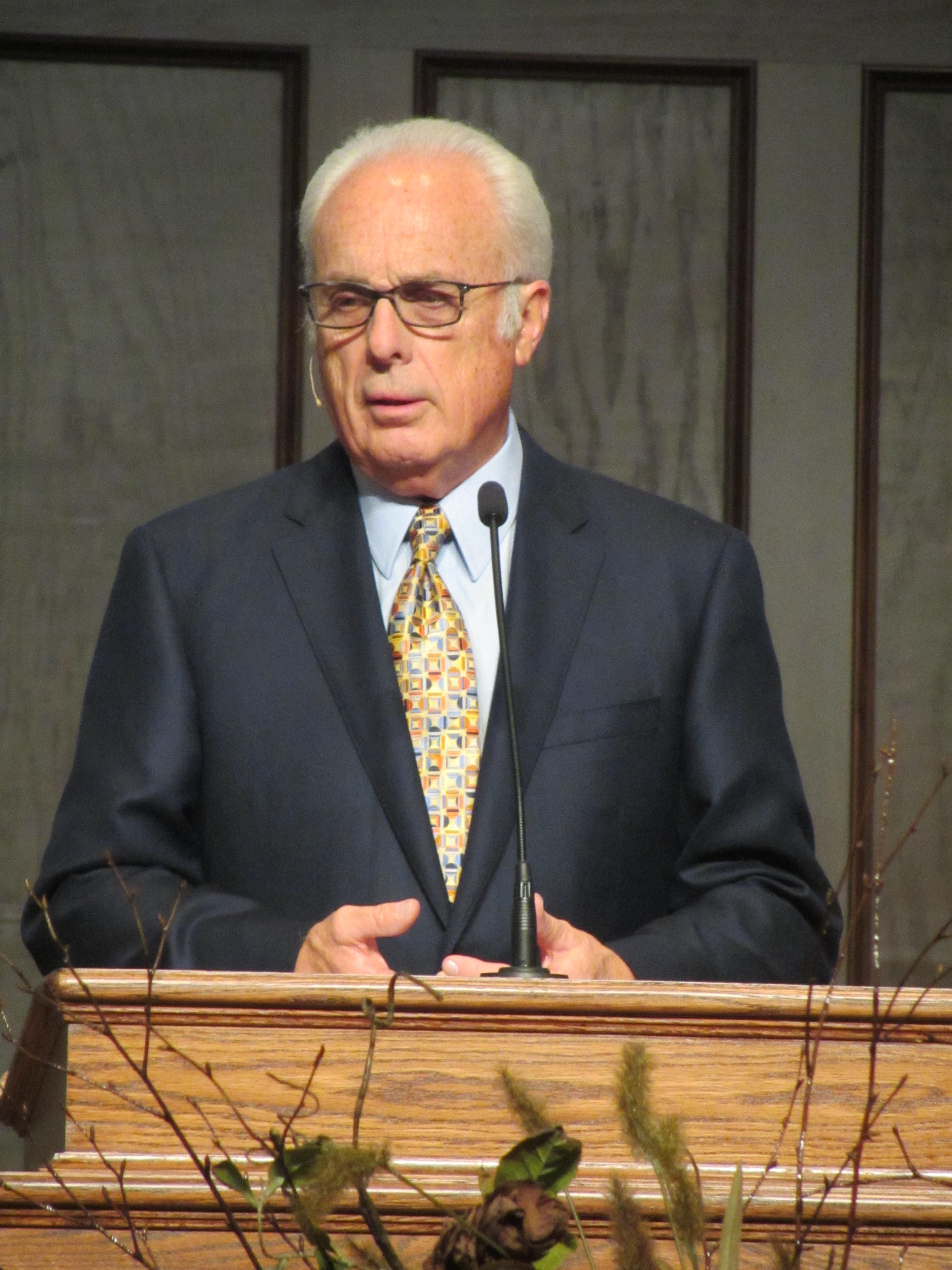
ジョン・マッカーサー／7月14日没

- 7月1日 - 周韶華（中国語版）、中華人民共和国の作家、元中国作家協会書記処書記、元遼寧省作家協会副主席（* 1925年）[1]
- 7月1日 - 竹中恵美子、日本の労働経済学者、大阪市立大学名誉教授、元大阪府立女性総合センター館長（* 1929年）[2]
- 7月1日 - ミシェル・エヴドキモフ（英語版、フランス語版）、フランスの神学者、比較文学者、ロシア正教会の聖職者、元サン＝ピエール＝エ＝ポール教区司祭、元ポワティエ大学教授、元コレージュ・デ・ベルナルダン（英語版）教員（* 1930年）[3]
- 7月1日 - 呉微（中国語版）、中華人民共和国のマクロ経済学者、中国人民大学教授（* 1930年）[4]
- 7月1日 - アレックス・デルベッキオ、カナダの元プロアイスホッケー選手【デトロイト・レッドウィングス所属】、指導者、ホッケーの殿堂表彰者（* 1931年）[5]
- 7月1日 - 多良間朝時、日本の実業家、元沖縄日通エアカーゴサービス社長・会長、元沖縄県トラック協会会長（* 1932年?）[6]
- 7月1日 - ジミー・スワガート（英語版）、アメリカ合衆国のペンテコステ派のテレビ伝道師（* 1935年）[7]
- 7月1日 - ブライアン・M・フェイガン（英語版）、イギリス出身のアメリカ合衆国の考古学者、人類学者、カリフォルニア大学サンタバーバラ校名誉教授（* 1936年）[8]
- 7月1日 - 立原えりか、日本の童話作家（* 1937年）[9]
- 7月1日 - フロランス・ドレー（英語版、フランス語版）、フランスの作家、女優（* 1941年）[10]
- 7月1日 - ホセ・アスルメンディ、スペインの哲学者、思想家、詩人（* 1941年）[11]
- 7月1日 - リヌス・イスラエル、オランダの元プロサッカー選手、指導者、元同国代表（* 1942年）[12]
- 7月1日 - 孔令鑑（中国語版）、中華人民共和国の政治家、元国有重点大型企業監事会（中国語版）主席、元国家糧食局（中国語版）・国家糧食儲備局（中国語版）副局长、元甘粛省政府秘書長・弁公庁主任、元甘粛省商業庁副庁長（* 1945年）[13]
- 7月1日 - パトリツィア・アルナボルディ（英語版、イタリア語版）、イタリアの平和運動家、反原発運動家、政治家、元代議院議員（* 1946年）[14]
- 7月1日 - ブライアン・クラーク、イギリスのステンドグラス・アーティスト（* 1953年）[15]
- 7月1日 - 田中雅仁、日本の実業家、呉服すがたや会長、今治焼豚玉子飯世界普及委員会名誉会長（* 1957年?）[16]
- 7月1日 - ミハイ・レウ、ルーマニアのプロボクサー、ラリードライバー（* 1968年）[17]
- 7月1日 - 坂野旭飛（英語版）、日本のノルディックスキー・ジャンプ選手【雪印メグミルク所属】（* 2005年）[18]
- 7月2日 - 陳征（中国語版）、中華人民共和国のマルクス経済学者、福建師範大学名誉教授・元学長、元全国政治協商会議委員（* 1928年）[19]
- 7月2日 - 久保田英雄、日本のマスメディア関係者、元信毎会連合会会長（* 1931年?）[20]
- 7月2日 - 山口耕榮、日本の高野山真言宗の僧侶、報恩院名誉住職、元高野山真言宗法会部長・寺務検校執行法印、元高野山霊宝館館長、元金剛峯寺耆宿、元高野山住職会会長（* 1932年）[21]
- 7月2日 - 吉井澄雄、日本の舞台照明家、劇団四季共同創設者（* 1933年）[22]
- 7月2日 - 胡天泉（中国語版）、中華人民共和国の笙奏者（* 1934年）[23]
- 7月2日 - 大久保禎二、日本の構造工学者、愛媛大学名誉教授（* 1936年）[24]
- 7月2日 - 伊藤豪、日本の政治家、元北海道議会議員（* 1937年?）[25]
- 7月2日 - 清水弘士、日本の平和運動家、元広島県原爆被害者団体協議会事務局長（* 1942年）[26]
- 7月2日 - テレシオ・ヴァケット（英語版、イタリア語版）、イタリアの元アルペンスキー選手（* 1947年）[27]
- 7月2日 - 李広煥（朝鮮語版）、大韓民国の元野球選手、指導者【元OBベアーズ・LGツインズ監督】（* 1948年）[28]
- 7月2日 - 黄勝強（中国語版）、中華人民共和国の税関職員、政治家、元国家口岸管理弁公室（中国語版）主任、元海関総署弁公庁主任・国際司司長、元天津税関・上海税関関長、元中国共産党全国代表大会代表（* 1955年）[29]
- 7月2日 - フランク・ヴェルジー（英語版、フランス語版）、フランスの元走高跳選手（* 1961年）[30]
- 7月2日 - ジュリアン・マクマホン、オーストラリアの俳優（* 1968年）[31]
- 7月2日 - ミハイル・グドコフ（英語版、ロシア語版）、ロシアの海軍軍人、ロシア海軍少将・副司令官、元第155独立親衛海軍歩兵旅団指揮官（* 1983年）[32]
- 7月2日 - ソフィア・ハッチンス（英語版）、アメリカ合衆国の芸能マネージャー、実業家（* 1996年）[33]
- 7月2日 - 佐々木康雄、日本の政治家、元福島県霊山町長（* 生年不明）[34][35]
- 7月3日 - ジャック・マリネッリ（英語版、フランス語版）、フランスの元ロードサイクリスト、政治家、元ムラン市長、元ムラン・ヴァル・ド・セーヌ都市圏共同体（英語版）長（* 1925年）[36]
- 7月3日 - ビリー・ハンター（英語版）、アメリカ合衆国の元プロ野球選手、指導者（* 1928年）[37]
- 7月3日 - 廣田正、日本の実業家、元三菱食品特別顧問、元菱食代表取締役社長・代表取締役会長（* 1933年）[38][39]
- 7月3日 - 池田忠宏、日本の実業家、元横浜ゴム常務（* 1939年?）[40]
- 7月3日 - 鍾沛林（英語版、中国語版）、香港の弁護士、政治家、元立法局（中国語版）議員、元深水埗区議会議員（* 1940年）[41]
- 7月3日 - ゼリグ・エシュハル、イスラエルの免疫学者、腫瘍学者、ワイツマン科学研究所教授、元イチロフ病院（英語版）免疫学研究センター所長（* 1941年）[42]
- 7月3日 - ホルヴァート・ラースロー（英語版、ハンガリー語版）、ハンガリーの元近代五種競技・競泳・フェンシング選手、近代五種競技・トライアスロン指導者、1980年オリンピック銀メダリスト（* 1946年）[43]
- 7月3日 - 雪妮（英語版、中国語版）、香港の女優（* 1948年?）[44]
- 7月3日 - ダニー・ラデマヘル（英語版、オランダ語版）、ベルギーのギタリスト、音楽プロデューサー、作曲家（* 1950年）[45]
- 7月3日 - 福谷美樹夫、日本の政治家、元徳島県阿南市議会議員（* 1956年?）[46]
- 7月3日 - マイケル・マドセン、アメリカ合衆国の俳優（* 1957年）[47]
- 7月3日 - デイヴィッド・マブザ、南アフリカ共和国の教員、労働運動家、人権活動家、政治家、元副大統領、元ムプマランガ州知事、元国民議会議員、元ムプマランガ州議会議員、元南アフリカ民主教員組合（英語版）会長（* 1960年）[48]
- 7月3日 - ピーター・ルファイ、ナイジェリアの元プロサッカー選手、元同国代表（* 1963年）[49]
- 7月3日 - マノリス・ピラヴォフ（英語版、ロシア語版、ウクライナ語版）、ウクライナ、ルガンスク人民共和国、ロシアの政治家、元ルガンスク市長・副市長、元カミヤノブリトスキー区（ウクライナ語版）議会議員・副議長、元FCゾリャ・ルハーンシク会長（* 1964年）[50]
- 7月3日（遺体発見日[注 1]） - 遠野なぎこ、日本の女優、タレント（* 1979年）[51]
- 7月3日 - ディオゴ・ジョッタ、ポルトガルのプロサッカー選手【リヴァプールFC所属】、同国代表（* 1996年）[52]
- 7月3日 - アンドレ・シルヴァ（英語版、ポルトガル語版）、ポルトガルのプロサッカー選手（* 2000年）[52]
- 7月4日 - 今井千鶴子、日本の俳人（* 1928年）[53]
- 7月4日（訃報発表日） - 周驄（英語版、中国語版）、香港の俳優（* 1932年）[54]
- 7月4日 - 小林祥浩、日本の実業家、小林クリエイト名誉会長（* 1938年?）[55]
- 7月4日 - デイヴィッド・キリック、イギリスの俳優（* 1938年?）[56]
- 7月4日 - 世良洋子、日本のアナウンサー（* 1943年）[57]
- 7月4日 - マーク・スノウ、アメリカ合衆国の作曲家（* 1946年）[58][59]
- 7月4日 - 細江二郎、日本の実業家、カーポートホソエ会長（* 1946年?）[60]
- 7月4日 - ホセ・アントニオ・ガルシア・ベラウンデ（英語版、スペイン語版）、ペルーの外交官、政治家、元外相、元駐スペイン大使（* 1948年）[61]
- 7月4日 - 表鶴吉、大韓民国の統計学者、計量経済学者、ソウル大学校名誉教授（* 1948年）[62]
- 7月4日 - リディヤ・セメノワ（英語版、ウクライナ語版）、ソビエト連邦、ウクライナのチェスプレーヤー（* 1951年）[63]
- 7月4日 - ケヴィン・リドルス（英語版）、イギリスのベーシスト、「エンジェル・ウィッチ」「タイタン（英語版）」の元メンバー（* 1957年?）[64]
- 7月4日 - ヤング・ノーブル（英語版）（ルフス・リー・クーパー3世）、アメリカ合衆国のラッパー、「アウトロウズ」のメンバー（* 1978年）[65]
- 7月4日 - ボビー・ジェンクス、アメリカ合衆国の元プロ野球選手、指導者（* 1981年）[66]
- 7月4日 - プシェミスワフ・イェジョルスキ（英語版）、ポーランド出身のアメリカ合衆国の経済学者、カリフォルニア大学バークレー校教授（* 1982年）[67]
- 7月5日 - 王祖耆（中国語版）、中華人民共和国のマイクロ波工学者、電子工学者、元杭州電子工業学院院長・副院長、元成都電訊工程学院教授、元浙江省政治協商会議常務委員会委員、元浙江省帰国華僑連合会主席（* 1927年）[68]
- 7月5日 - 許漢珍（中国語版）、中華民国（台湾）の大工（* 1929年）[69]
- 7月5日 - 嵯峨忠雄、日本の政治家、元岩手県玉山村議会議員・議長、元盛岡市議会議員、元石川啄木記念館理事長（* 1934年?）[70]
- 7月5日 - 玉井義臣、日本の社会運動家、教育者、あしなが育英会会長（* 1935年）[71]
- 7月5日 - 普天間朝盛、日本の銀行家、元コザ信用金庫理事長（* 1935年?）[72]
- 7月5日 - 小川和雄、日本の地方公務員、政治家、元新潟県議会議員・議長、元新潟県糸魚川市収入役（* 1936年?）[73]
- 7月5日（訃報発表日） - ペドロ・アグアヨ・クビージョ（英語版、スペイン語版）、エクアドルの経営工学者、政治家、元副大統領、元国立統計・国勢調査研究所（スペイン語版）所長、元駐米州開発銀行代表、元グアヤキル・カトリック大学（英語版）学長（* 1939年）[74]
- 7月5日 - 単大年（中国語版）、中華人民共和国のエンジニア、政治家、元武漢市人民代表大会常務委員会副主任、元中国国民党革命委員会中央委員・武漢市委員会主任委員、元武漢東湖新技術開発区（中国語版）管理委員会総工程師、元機械電子工業部（中国語版）武漢外部設備研究所副所長・総工程師、元全国政治協商会議委員、元武漢市政治協商会議副主席（* 1939年）[75]
- 7月5日 - エミリオ・モリナーリ（英語版、イタリア語版）、イタリアの政治家、元元老院議員、元欧州議会議員、元ロンバルディア州議会議員（* 1939年）[76]
- 7月5日 - 鄭寿夫、大韓民国の公務員、元法制処処長・次長、元中央選挙管理委員会常任委員（* 1944年）[77]
- 7月5日 - 小口英器、日本の実業家、オーウイル会長（* 1944年?）[78]
- 7月5日 - 清水雅彦、日本の計量経済学者、慶應義塾大学名誉教授、元横浜商科大学理事長・学長（* 1944年）[79]
- 7月5日 - マウロ・デル・ヴェッキオ（英語版、イタリア語版）、イタリアの陸軍軍人、政治家、イタリア陸軍軍団将軍（中将）、元元老院議員、元イタリア軍統合作戦司令部（英語版）司令官、元北大西洋条約機構イタリア緊急展開軍団長、元国際治安支援部隊司令官（* 1946年）[80]
- 7月5日 - 井口一彦、日本の高校野球指導者、元海星高等学校・海星中学校野球部監督（* 1948年?）[81]
- 7月6日 - 王夔（中国語版）、中華人民共和国の無機化学者、薬学者、北京大学教授、元北京医科大学教授、元北京医学院教員（* 1928年）[82]
- 7月6日 - 三木敏行、日本の実業家、元ミヨシ油脂社長（* 1929年?）[83]
- 7月6日 - 孫英（中国語版）、中華人民共和国の政治家、元甘粛省長、元中国共産党中央党史研究室主任、元中国共産党甘粛省委員会書記・副書記、元中国共産党太原市委員会書記・山西省委員会常務委員、元中国共産主義青年団山西省委員会副書記（* 1936年）[84]
- 7月6日 - 赤川賢二、日本のバドミントン指導者、元十勝バドミントン協会会長、元帯広農業高校バドミントン部顧問（* 1936年?）[85]
- 7月6日 - 宮島和彦、日本の政治家、元長野県中条村長（* 1937年?）[86]
- 7月6日 - 笹原茂朱、日本の劇団幹部、劇団夜行館座長（* 1938年?）[87]
- 7月6日 - 山内眞、日本の聖書学者、東京神学大学名誉教授・元学長（* 1940年）[88]
- 7月6日 - エド・フィオーリ（英語版）、アメリカ合衆国のプロゴルファー（* 1953年）[89]
- 7月6日（遺体発見日） - ペドロ・アントニオ・ロドリゲス、メキシコの公務員、プロボクサー（* 1988年?）[90]
- 7月6日 - DJ SHINKAWA、日本のDJ（* 生年不明）[91]
- 7月7日 - 唐葆亨（中国語版）、中華人民共和国の建築家、元浙江省建築設計研究院総建築師、元中国美術学院（中国語版）客員教授（* 1927年）[92]
- 7月7日 - ノーマン・テビット（英語版）、イギリスの政治家、元ランカスター公領相・産業相、元通商産業長官・商務庁長官・雇用長官、元庶民院・貴族院議員、元保守党議長（* 1931年）[93]
- 7月7日 - 林沖（中国語版）、中華民国（台湾）の歌手、俳優（* 1933年）[94]
- 7月7日 - 陳匡時（中国語版）、中華人民共和国の歴史学者、復旦大学教授（* 1933年）[95]
- 7月7日 - 藤田恒郎、日本の銀行家、元北海道銀行頭取、元札幌学院大学理事長（* 1934年）[96]
- 7月7日 - ガーボル・ソモルジャイ、ハンガリー出身のスウェーデン、アメリカ合衆国の表面化学者、カリフォルニア大学バークレー校教授（* 1935年）[97]
- 7月7日 - 大崎定幸、日本の政治家、元高知県須崎市議会議員・副議長（* 1935年?）[98][99]
- 7月7日 - オスカル・マリオ・ホルヘ（英語版、スペイン語版）、アルゼンチンの公認会計士、政治家、元ラ・パンパ州知事・経済相、元サンタローサ市長、元ラ・パンパ国立大学（英語版）学長、元ラ・パンパ銀行（wikidata）総裁（* 1936年）[100]
- 7月7日 - 孫大業（中国語版）、中華人民共和国の細胞生物学者、政治家、河北師範大学教授、元全国人民代表大会代表（* 1937年）[101]
- 7月7日 - 藤田弘明、日本の柔道指導者、元全日本柔道連盟副会長・強化委員長、元九州柔道協会理事長・会長（* 1938年?）[102]
- 7月7日 - 石川欽司、日本の循環器内科医、近畿大学名誉教授・元病院長（* 1938年?）[103]
- 7月7日 - 梅国強（中国語版）、中華人民共和国の中医学者、傷寒論研究者、湖北中医薬大学（中国語版）終身教授（* 1939年）[104]
- 7月7日 - 川瀬雅喜、日本の政治家、元愛知県東郷町長、元東郷町議会議員（* 1940年?）[105]
- 7月7日 - ミゲル・アンヘル・ロペス（英語版、スペイン語版）、アルゼンチンの元サッカー選手、指導者、元同国代表（* 1942年）[106]
- 7月7日 - 山下秀樹、日本の編集者、実業家、元集英社社長・会長、元ビジネスジャンプ編集長、元明星副編集長（* 1943年）[107]
- 7月7日 - 中川カヨ子、日本の政治家、元新潟県議会議員（* 1947年?）[108]
- 7月7日 - 傅国湧（中国語版）、中華人民共和国の教育学者、歴史学者、作家（* 1967年）[109]
- 7月7日（遺体発見日） - オリヴィエ・マルレックス（英語版、フランス語版）、フランスの政治家、国民議会議員、元アネット（英語版）市長、元ウール＝エ＝ロワール県議会議員・副議長（* 1971年）[110]
- 7月7日（遺体発見日） - ロマン・スタロヴォイト（英語版、ロシア語版）、ロシアの政治家、元運輸相、元副運輸相・道路局長、元クルスク州知事（* 1972年）[111]
- 7月8日 - 新津茂樹、日本の地方公務員、元北海道本別町収入役（* 1928年?）[112]
- 7月8日（訃報発表日） - ロベルト・スタウトハウセン（英語版、オランダ語版）、ベルギーの実業家、ヤンセン・ファーマ名誉会長（* 1929年）[113]
- 7月8日 - 三田きえ子、日本の俳人、俳人協会顧問（* 1931年）[114]
- 7月8日 - 肖峰（中国語版）、中華人民共和国の油彩画家、元中国美術学院（中国語版）院長、元全国政治協商会議委員、元中国美術家協会（中国語版）副主席、元中国油絵家協会副会長、元浙江省文学芸術界連合会副主席、元浙江省美術家協会主席（* 1932年）[115]
- 7月8日 - エドワード・ディプリート（英語版）、アメリカ合衆国の政治家、元ロードアイランド州知事、元クランストン市長（* 1934年）[116]
- 7月8日 - 内藤正行、日本の地方公務員、政治家、元岐阜県糸貫町長・本巣市長（* 1936年）[117]
- 7月8日 - 野宮正行、日本の教育者、元鯵ケ沢高等学校校長（* 1941年?）[118]
- 7月8日 - ジェームズ・カーター・カスカート（英語版）、アメリカ合衆国の声優（* 1954年）[119]
- 7月8日（訃報発表日） - ティム・クローニン（英語版）、アメリカ合衆国のドラマー、ボーカリスト、ベーシスト、「モンスター・マグネット」の元メンバー（* 1962年?）[120]
- 7月9日 - 野沢亨、日本の実業家、元巴組鉄工所社長（* 1926年?）[121]
- 7月9日 - 保毓書（中国語版）、中華人民共和国の労働衛生学者、元北京大学教授、元協和医科大学・北京中医学院・北京医学院教員、元中華全国婦女連合会執行委員会常務委員（* 1926年）[122]
- 7月9日 - 佐々木菊夫、日本の地方公務員、政治家、元岩手県三陸町長・助役（* 1930年?）[123]
- 7月9日 - 楊少華（中国語版）、中華人民共和国の相声芸人、コメディアン（* 1931年）[124]
- 7月9日（訃報発表日） - フランク・レイデン、アメリカ合衆国のプロバスケットボール指導者（* 1932年）[125]
- 7月9日 - ラビーイ・ビン・ハーディー・アル＝マドハリー（英語版、アラビア語版）、サウジアラビアのスンナ派のウラマー、マディーナ・イスラム大学（英語版）教授（* 1933年）[126]
- 7月9日 - 志太勤、日本の実業家、シダックス創業者・元社長・元会長・元最高顧問（* 1934年）[127]
- 7月9日 - ヨアナ・ブルカ（英語版、ルーマニア語版）、ルーマニアの女優（* 1936年）[128]
- 7月9日 - リー・エリア（英語版）、アメリカ合衆国の元プロ野球選手、指導者（* 1937年）[129]
- 7月9日 - スティーヴン・ローズ（英語版）、イギリスの神経科学者、作家、政治活動家、元オープン大学・グレシャム・カレッジ（英語版）教授（* 1938年）[130]
- 7月9日 - 内藤正敏、日本の写真家、民俗学者、元東北芸術工科大学教授（* 1938年）[131]
- 7月9日 - ファニー・ハウ（英語版）、アメリカ合衆国の詩人、小説家、エッセイスト、カリフォルニア大学サンディエゴ校名誉教授（* 1940年）[132]
- 7月9日 - 和泉雅子、日本の女優、歌手、冒険家（* 1947年）[133]
- 7月9日 - ジョー・コールマン（英語版）、アメリカ合衆国の元プロ野球選手（* 1947年）[134]
- 7月9日 - 岡村隆、日本の探検家、作家（* 1948年）[135]
- 7月9日 - 曽我彰夫、日本の実業家、曽我取締役会長、元帯広商工会議所副会頭（* 1948年?）[136]
- 7月9日 - 種村俊仁、日本の教育者、学習塾あすなろ会会長（* 1950年?）[137]
- 7月9日（遺体発見日） - 菅原健彦、日本の日本画家、京都芸術大学教授（* 1963年?）[138]
- 7月9日 - ライアン・リード、アメリカ合衆国の元プロバスケットボール選手（* 1986年）[139]
- 7月10日 - 岩崎京子、日本の児童文学作家（* 1922年）[140]
- 7月10日 - 佐藤教男、日本の電気化学者、北海道大学名誉教授（* 1927年）[141]
- 7月10日 - 小野純朗、日本の実業家、元近畿車両社長（* 1931年）[142]
- 7月10日 - 嘉手納徳助、日本の実業家、元沖縄県自動車整備振興会会長（* 1939年?）[143]
- 7月10日 - 傅起鳳（中国語版）、中華人民共和国のマジシャン、雑技・奇術研究者（* 1941年）[144]
- 7月10日 - デイヴィッド・ガーゲン（英語版）、アメリカ合衆国の政治評論家、政治アドバイザー、編集者、元ホワイトハウス広報部長、元大統領顧問（* 1942年）[145]
- 7月10日 - 朴琦緖、大韓民国のバス運転手、タクシー運転手、市民運動家、殺人犯（* 1948年）[146]
- 7月10日 - 許仁図（中国語版）、中華民国（台湾）の作家、編集者、政治活動家、元民主進歩党副秘書長・秘書長代理・スポークスマン・高雄市党部主任委員（* 1949年）[147]
- 7月10日 - 林真二、日本の実業家、国稀酒造会長（* 1950年?）[148]
- 7月10日 - 久武靖彦、日本のジャーナリスト、実業家、元高知新聞社取締役論説委員長（* 1957年?）[149]
- 7月10日 - ステパン・ユルチシン（英語版、ウクライナ語版）、ソビエト連邦、ウクライナの元サッカー選手、指導者、元ソビエト連邦代表（* 1957年）[150]
- 7月10日 - アンドリュー・ウェスト（英語版）、イギリスの中国学者、西夏学者、英語学者、契丹語・女真語研究者（* 1960年）[151]
- 7月10日（遺体発見日） - ブン・ヘイ・ミーン（英語版、フランス語版）、フランスのコメディアン（* 1981年）[152]
- 7月11日 - ワジム・メドヴェージェフ、ソビエト連邦、ロシアの経済学者、政治家、元ソビエト連邦共産党中央委員会書記・イデオロギー委員会議長・社会主義諸国党連絡部長・科学教育部長・宣伝部副部長・社会科学アカデミー（ロシア語版）総長、元人民代議員大会議員、元ソビエト連邦共産党政治局員・中央監査委員会委員・レニングラート市委員会書記（* 1929年）[153]
- 7月11日 - レイモン・ギヨー（英語版、フランス語版）、フランスのフルーティスト、作曲家、音楽教育者（* 1930年）[154]
- 7月11日 - 馬遠良（中国語版）、中華人民共和国の音響工学者、情報学者、兵器学者、ソナー・水中兵器研究者、西北工業大学教授・元声学工程研究所所長・元航海工学院院長（* 1938年）[155]
- 7月11日 - 原中勝征、日本の医師、茨城県医師会顧問・元会長、元日本医師会会長（* 1940年）[156]
- 7月11日 - マーティン・クルーズ・スミス（英語版）、アメリカ合衆国の小説家（* 1942年）[157]
- 7月11日 - 小玉美意子、日本の社会学者、メディア学者、ジェンダー研究者、武蔵大学名誉教授（* 1942年）[158]
- 7月11日 - 菅原光中、日本の天台宗の僧侶、元中尊寺執事長、元陸奥教区宗務所長（* 1942年?）[159]
- 7月11日 - 豆田正明、日本の地方公務員、政治家、元兵庫県赤穂市長（* 1944年）[160]
- 7月11日 - デイヴィッド・カフ（英語版）、イギリスのミュージシャン、俳優、元「レア・バード」のメンバー（* 1946年）[161]
- 7月11日 - 藤森俊勝、日本の政治家、元岩手県野田村議会議員（* 1950年?）[162]
- 7月11日 - レネ・カービー、アメリカ合衆国の俳優（* 1955年）[163]
- 7月11日 - 蔡坤龍（中国語版）、中華民国（台湾）のジャーナリスト、政治家、嘉義市西区培元里長（* 1965年）[164]
- 7月12日 - 田澤正、日本の郷土史家（* 1927年?）[165]
- 7月12日 - 佐藤勇、日本の政治家、元宮城県栗原市長、元宮城県議会議員・議長（* 1942年）[166]
- 7月12日（訃報発表日） - ルーチョ・ルッソ（英語版、イタリア語版）、イタリアの物理学者、数学者、科学史家、ローマ・トル・ヴェルガータ大学（英語版）教授（* 1944年）[167]
- 7月12日 - 中山麻理、日本の女優（* 1948年）[168]
- 7月12日 - ルドルフ・ファン・デン・ベルフ、オランダの映画監督（* 1949年）[169]
- 7月12日（訃報発表日） - ヨネクラ・イコニ、ケニア、日本のプロボクサー（* 1959年）[170]
- 7月12日 - 馮俏彬（中国語版）、中華人民共和国の財政学者、マクロ経済学者、国務院発展研究センターマクロ経済研究部副部長、元重慶理工大学（中国語版）・西南財経大学・国家行政学院（中国語版）・中国共産党中央党校教員（* 1968年）[171]
- 7月13日 - 稲福マサ、日本の沖縄戦の語り部、梯梧同窓会会長、元梯梧学徒隊隊員（* 1927年）[172]
- 7月13日 - 筒井昭、日本の実業家、元スズキ副社長（* 1937年?）[173]
- 7月13日 - デイヴ・カズンズ（英語版）、イギリスのシンガーソングライター、ギタリスト、「ストローブス」のメンバー（* 1940年）[174]
- 7月13日 - コータ・シリーニヴァーサ・ラーウ（英語版、テルグ語版）、インドの俳優、政治家、元アーンドラ・プラデーシュ州議会下院議員（* 1942年）[175]
- 7月13日 - ムハンマド・ブハリ、ナイジェリアの陸軍軍人、政治家、ナイジェリア陸軍少将、元大統領、元最高軍事評議会議長（英語版）、元石油資源相、元連邦石油天然資源委員、元北東州（英語版）・ボルノ州知事（* 1942年）[176][177]
- 7月13日 - アルベルト・ボッターリ・デ・カステッロ（英語版）、イタリアのカトリック教会の聖職者、外交官、オピテルギウム名義大司教、元フォラティアーナ（英語版）名義大司教、元駐ガンビア・ギニア・リベリア・シエラレオネ・日本・ハンガリー教皇大使（* 1942年）[178]
- 7月13日 - イルカ・メシケンメン（英語版、フィンランド語版）、フィンランドの元プロアイスホッケー選手（* 1943年）[179]
- 7月13日 - 江清坤、中華民国（台湾）のパイワン族歌楽eneljaの歌手、歌謡文化保持者（* 1943年）[180]
- 7月13日（訃報発表日） - アンマール・バクダーシュ（英語版、アラビア語版）、シリアの政治家、元人民議会議員、元シリア共産党（バクダーシュ派）（英語版）書記長（* 1954年）[181]
- 7月13日 - キエウ・ガー（ベトナム語版）、ベトナムの歌手（* 1960年）[182]
- 7月13日 - カン・ソハ（朝鮮語版）、大韓民国の女優（* 1994年）[183]
- 7月14日 - フォジャ・シン（英語版、パンジャブ語版）、インドのマラソンランナー（* 1911年?）[184]
- 7月14日 - ジョアン・アンダーソン、オーストラリア出身のアメリカ合衆国のモデル、フラフープの発明者（* 1924年?）[185]
- 7月14日 - 楊同書（中国語版）、中華人民共和国の生化学者、軍医、元白求恩医科大学（中国語版）教授、元吉林大学酵素工程国家重点実験室主任（* 1927年）[186]
- 7月14日 - 井上萬二、日本の陶芸家、人間国宝（* 1929年）[187]
- 7月14日 - 山出保、日本の地方公務員、政治家、元石川県金沢市長、元全国市長会会長、元石川県中小企業団体中央会会長（* 1931年）[188]
- 7月14日 - 饒明俐（中国語版）、中華人民共和国の神経学者、吉林大学第一病院（中国語版）教授、元白求恩医科大学（中国語版）副学長（* 1932年）[189]
- 7月14日 - 馬寧（中国語版）、中華人民共和国の畜産学者、遺伝学者、ヒツジ・ヤギの育種家、政治家、元吉林農業大学（中国語版）教授、元全国人民代表大会代表、元吉林省人民代表大会常務委員会委員、元中国民主同盟中央委員会委員（* 1932年）[190]
- 7月14日 - アレクサンドル・ミッタ（英語版、ロシア語版）、ソビエト連邦、ロシアの映画監督、俳優（* 1933年）[191]
- 7月14日 - サロージャー・デーヴィ（英語版、カンナダ語版）、インドの女優（* 1938年）[192]
- 7月14日 - ジョン・マッカーサー、アメリカ合衆国の牧師【グレース・コミュニティ教会（英語版）所属】（* 1939年）[193]
- 7月14日 - 古田重明、日本の法学者、ノースアジア大学名誉教授（* 1940年?）[194]
- 7月14日 - 工藤尚武、日本の商工会議所幹部、元名古屋商工会議所専務理事（* 1941年?）[195]
- 7月14日（訃報発表日） - ビル・チェンバレン（英語版）、アメリカ合衆国の元プロバスケットボール選手（* 1949年）[196]
- 7月14日 - 渋谷陽一、日本の音楽評論家、編集者、実業家、ロッキング・オン・グループ代表取締役会長（* 1951年）[197]
- 7月14日（訃報発表日） - ジム・クランシー（英語版）、アメリカ合衆国の元プロ野球選手【トロント・ブルージェイズなどに所属】（* 1955年）[198]
- 7月14日（訃報発表日） - ユーリー・モロース（英語版、ロシア語版）、ソビエト連邦、ロシアの俳優、映画監督、脚本家、映画プロデューサー（* 1956年）[199]
- 7月14日 - 張栄麟（中国語版）、中華民国（台湾）のプロビリヤード選手（* 1985年）[200]
- 7月15日 - 彭斐章（中国語版）、中華人民共和国の図書館学者、書誌学者、情報学者、武漢大学教授・元図書情報学院院長・元情報管理学院院長、元南京大学・中山大学・南開大学・吉林大学・華中師範大学兼任教授（* 1930年）[201]
- 7月15日 - 名城政次郎、日本の教育者、学校法人尚学学園創設者・元理事長（* 1930年）[202]
- 7月15日 - 小寺進、日本の政治家、元北海道栗山町議会議員・副議長（* 1935年?）[203]
- 7月15日（訃報発表日） - プナル・キュル（英語版、トルコ語版）、トルコの作家、翻訳家、文学者（* 1943年）[204]
- 7月15日 - ジュディ・ロエ、イギリスの女優（* 1947年）[205]
- 7月15日 - 入江重吉、日本の経済学者、松山大学名誉教授（* 1947年?）[206]
- 7月15日 - 松本洋介、日本の実業家、第一学習社社長（* 1952年?）[207]
- 7月15日 - ブラッドリー・ジョン・マードック（英語版）、オーストラリアの殺人犯、無期懲役囚（* 1958年）[208]
- 7月15日または7月16日 - アウドゥン・グレンヴォル（英語版、ノルウェー語版）、ノルウェーの元アルペンスキー・スキークロス選手、指導者、2010年冬季オリンピック銅メダリスト（* 1976年）[209][210]

## 16日 - 31日

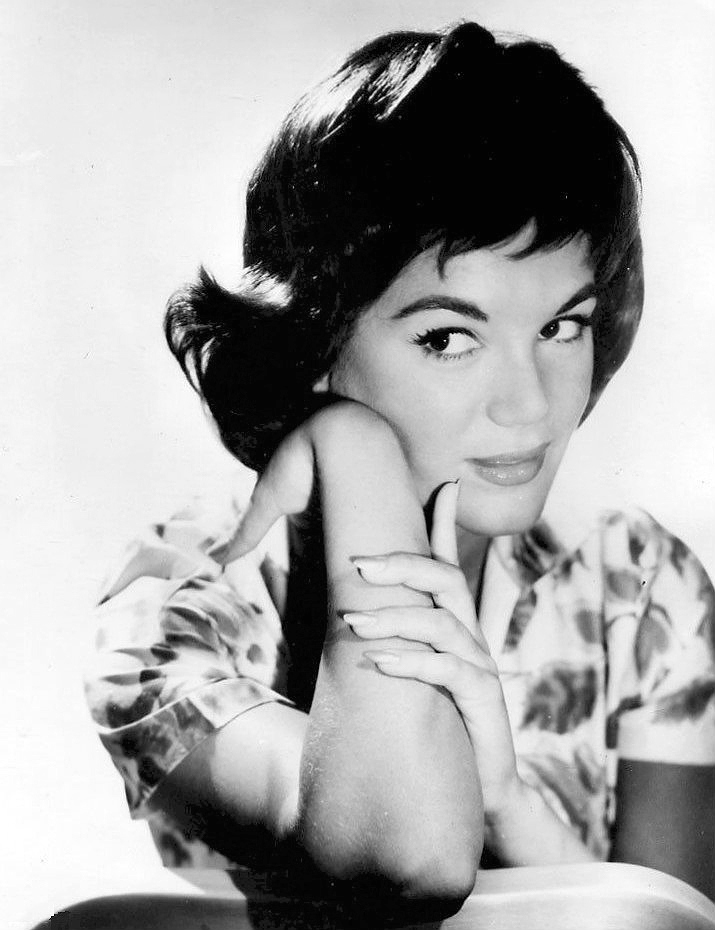
コニー・フランシス／7月16日没

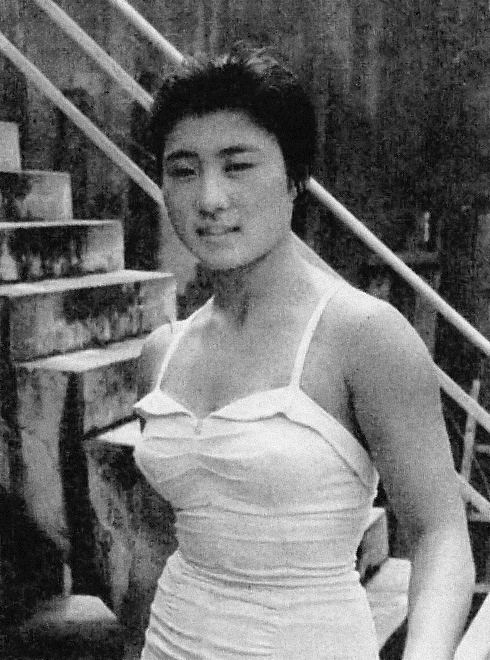
河合初子／7月16日没

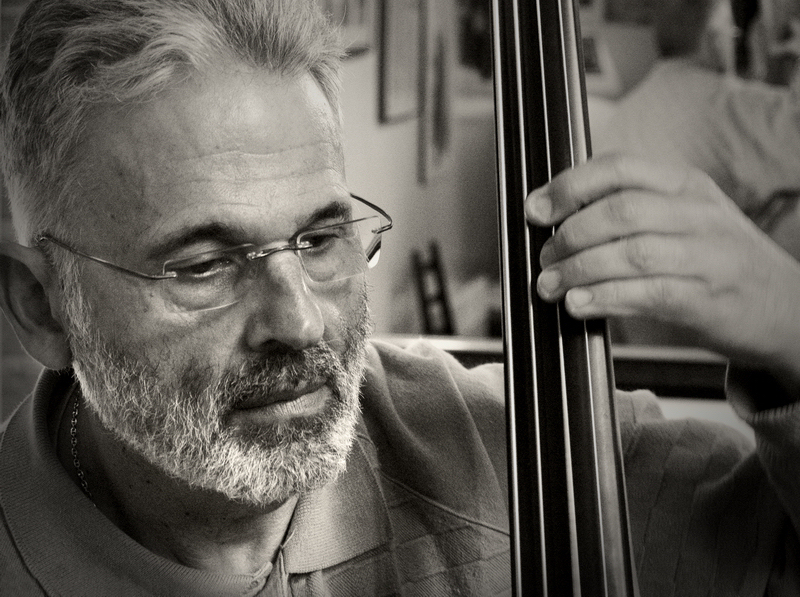
ゲーリー・カー／7月16日没

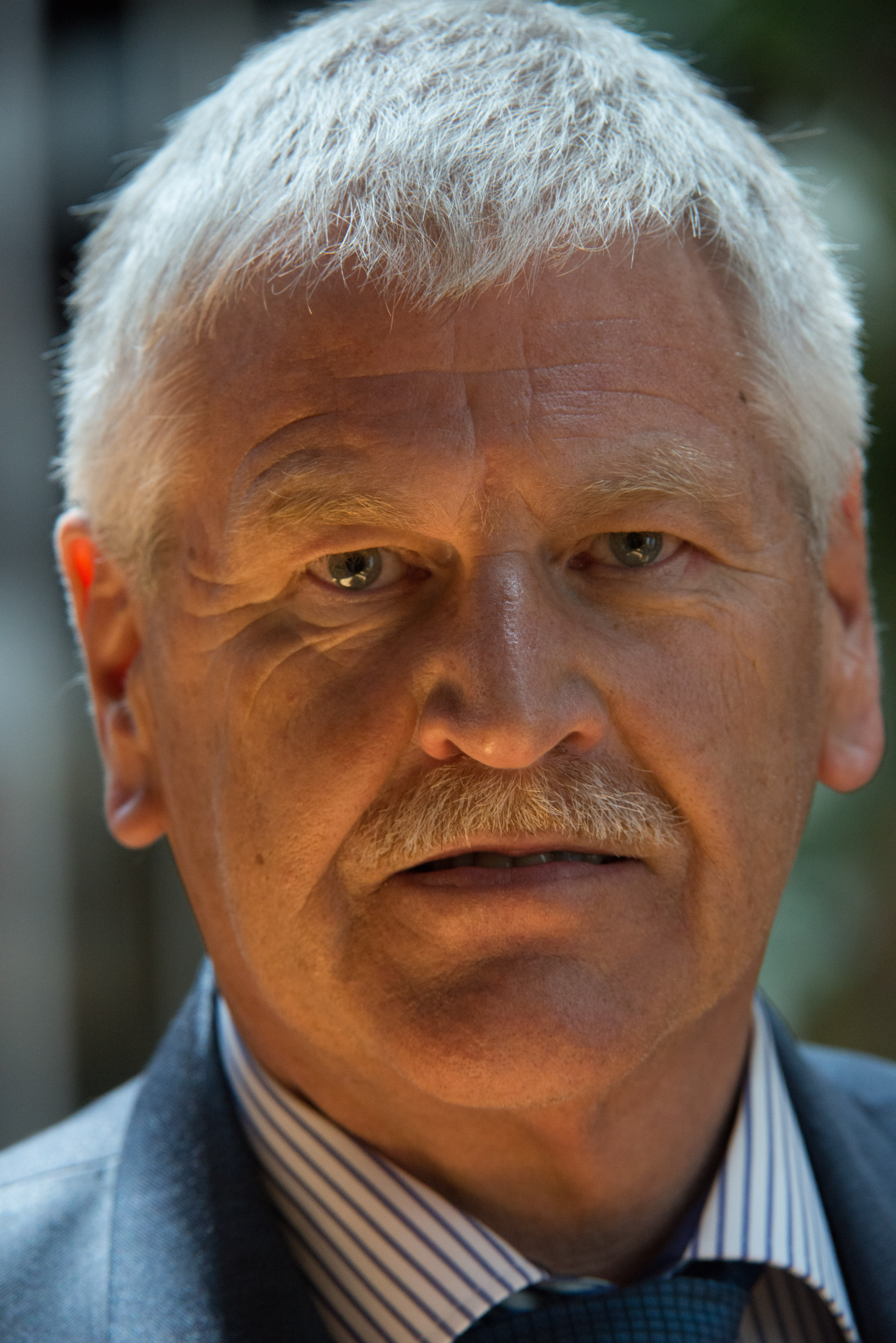
ウド・フォークト／7月17日没

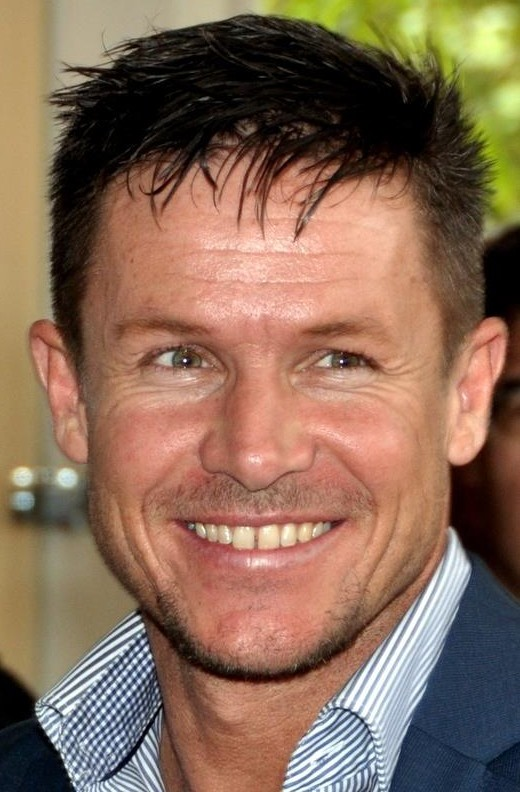
フェリックス・バウムガルトナー／7月17日没

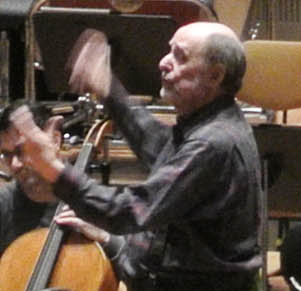
ロジャー・ノリントン／7月18日没

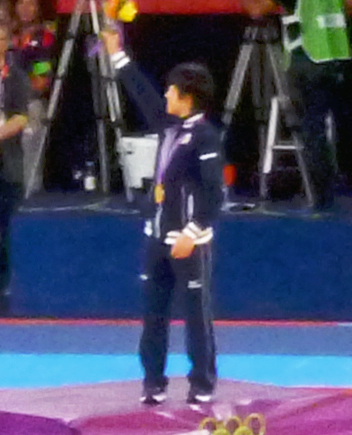
小原日登美／7月18日没

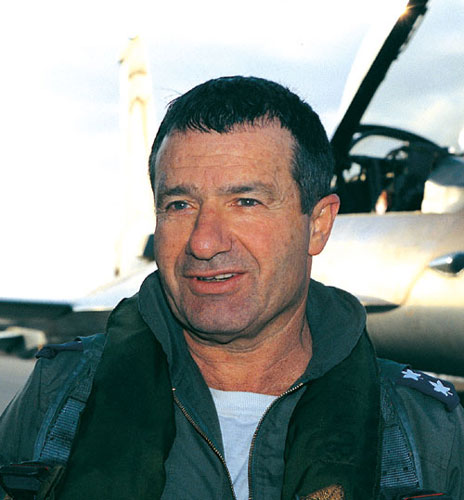
ギオラ・エプスタイン／7月19日没

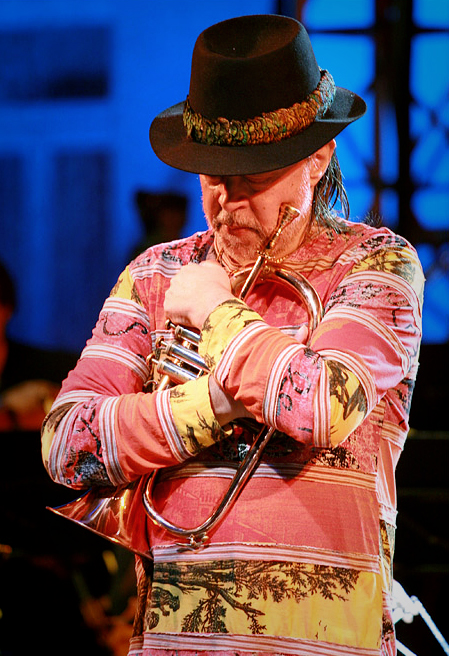
チャック・マンジョーネ／7月22日没

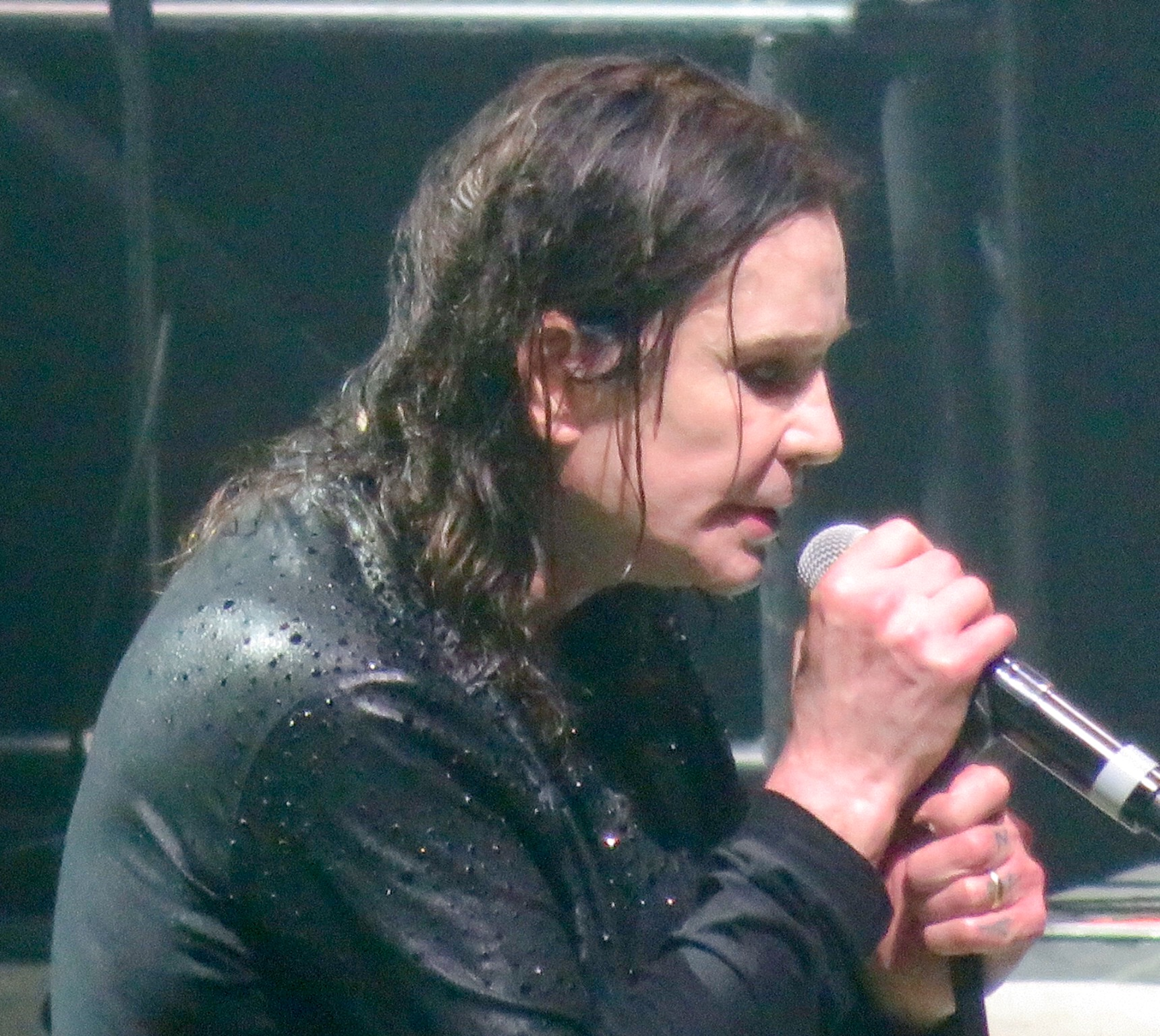
オジー・オズボーン／7月22日没

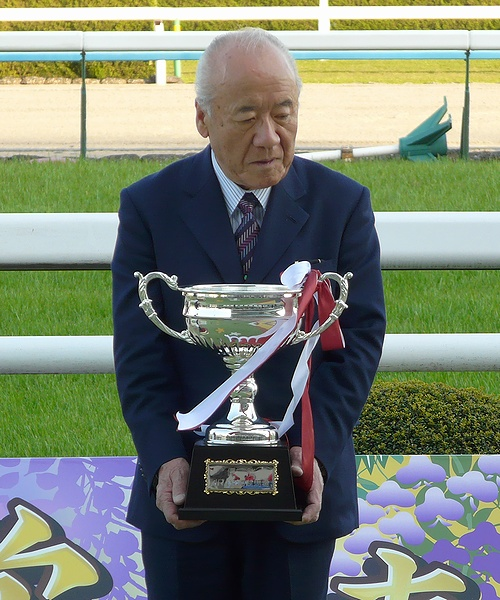
永井啓弍／7月23日没

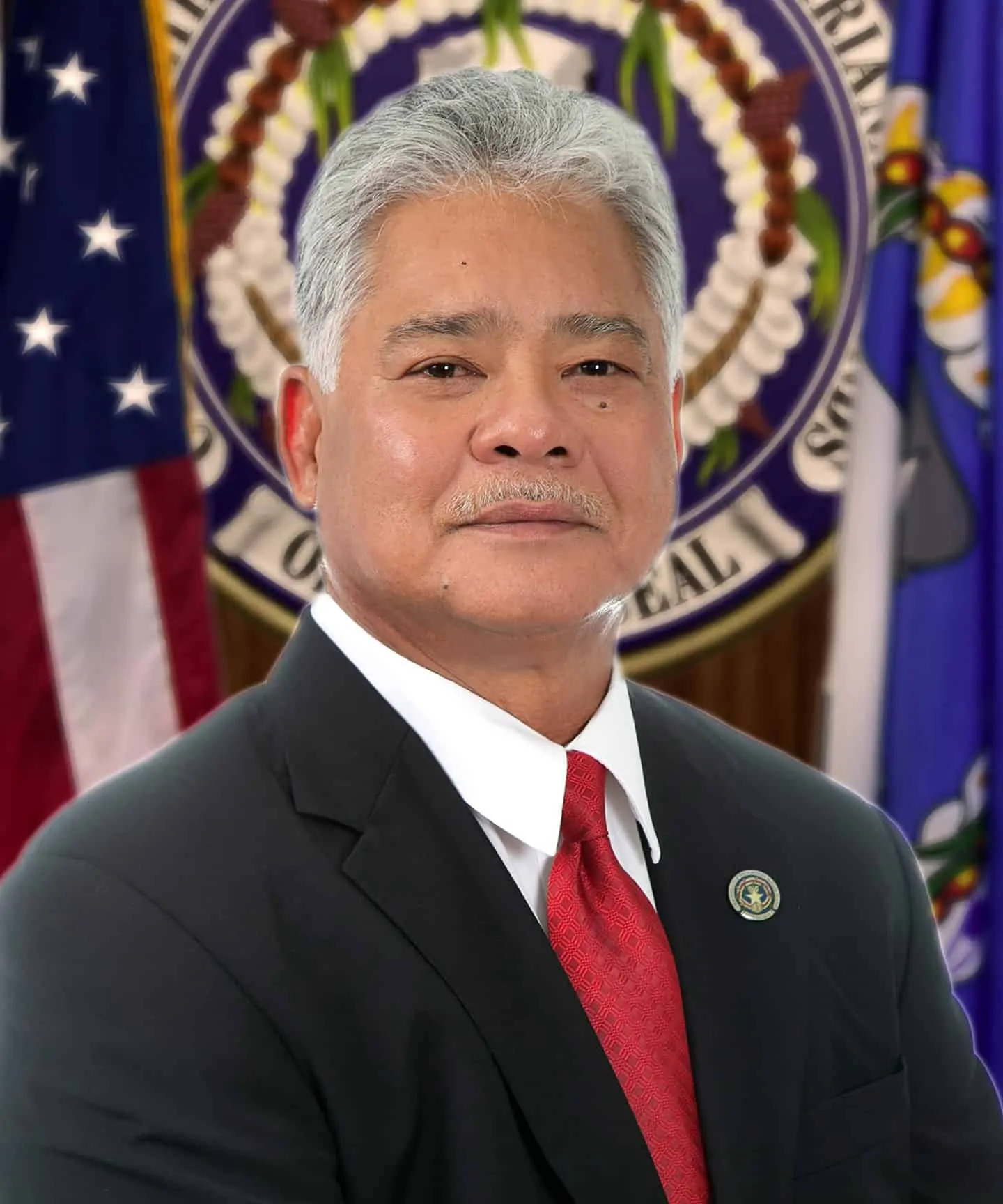
アーノルド・パラシオス／7月23日没

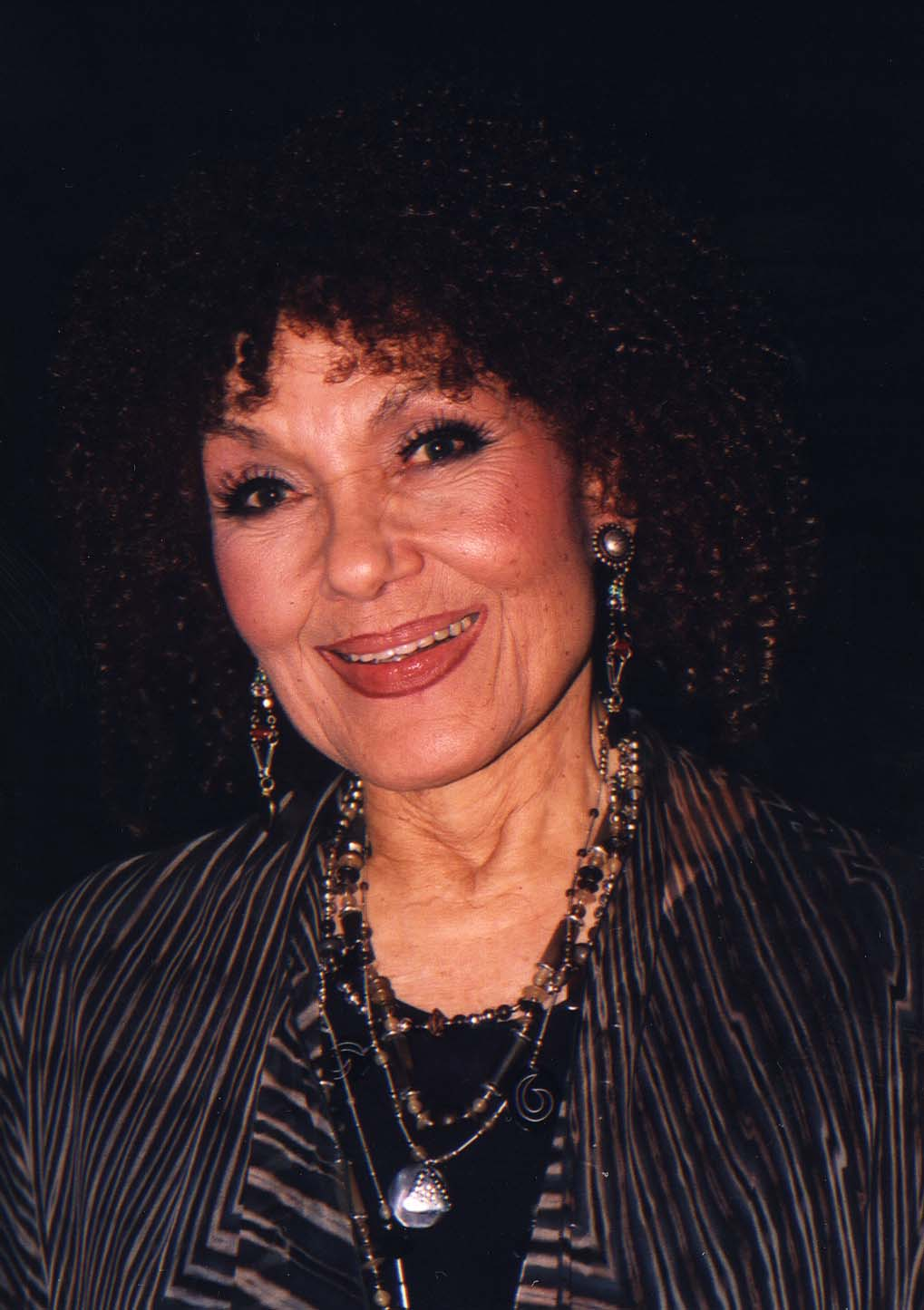
クレオ・レーン／7月24日没

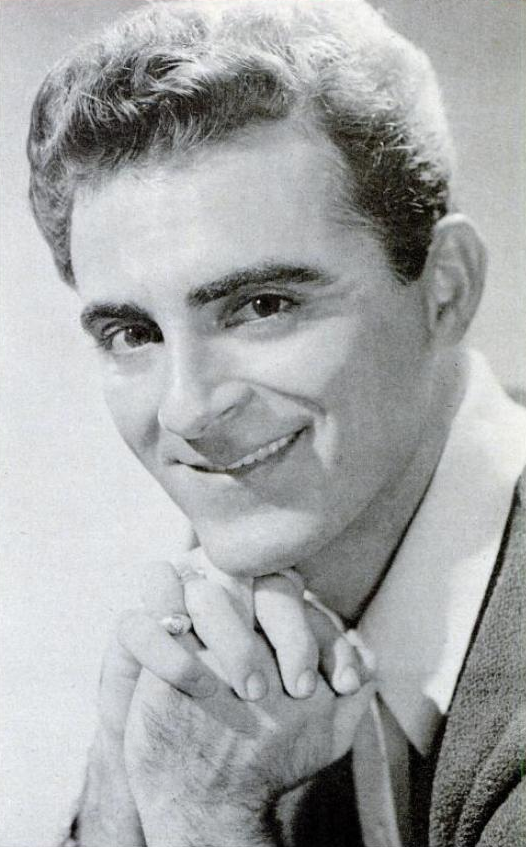
トミー・マクレイン／7月24日没

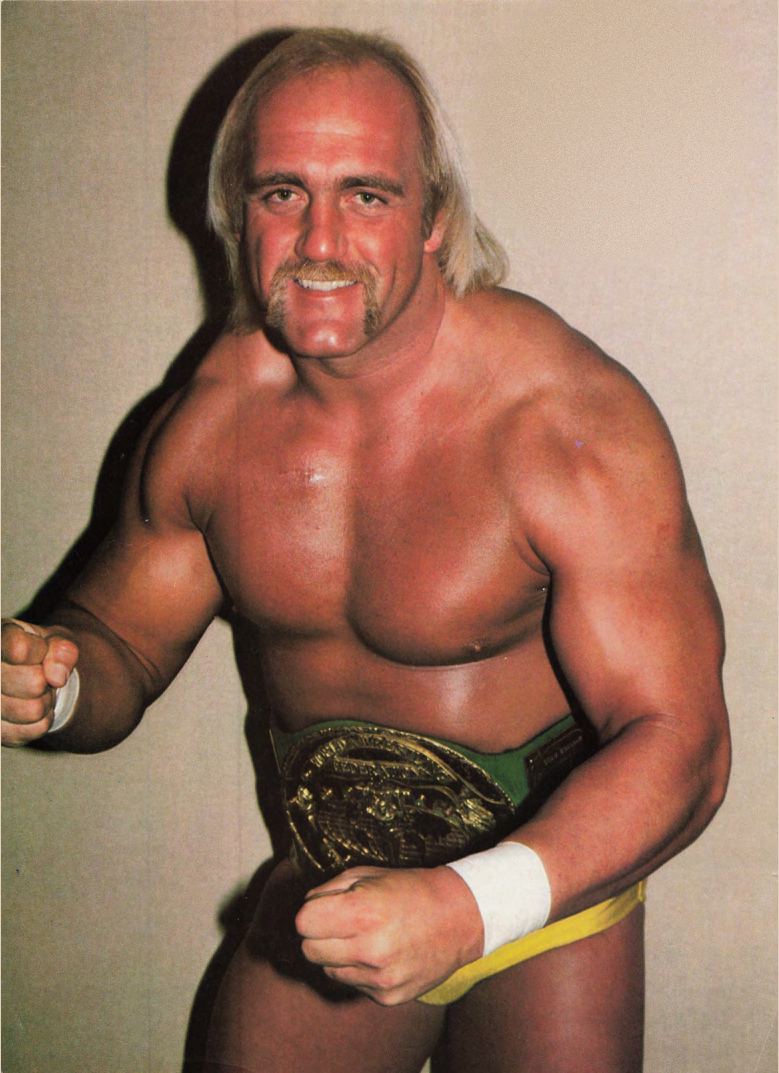
ハルク・ホーガン／7月24日没

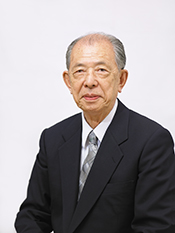
岩崎俊一／7月25日没

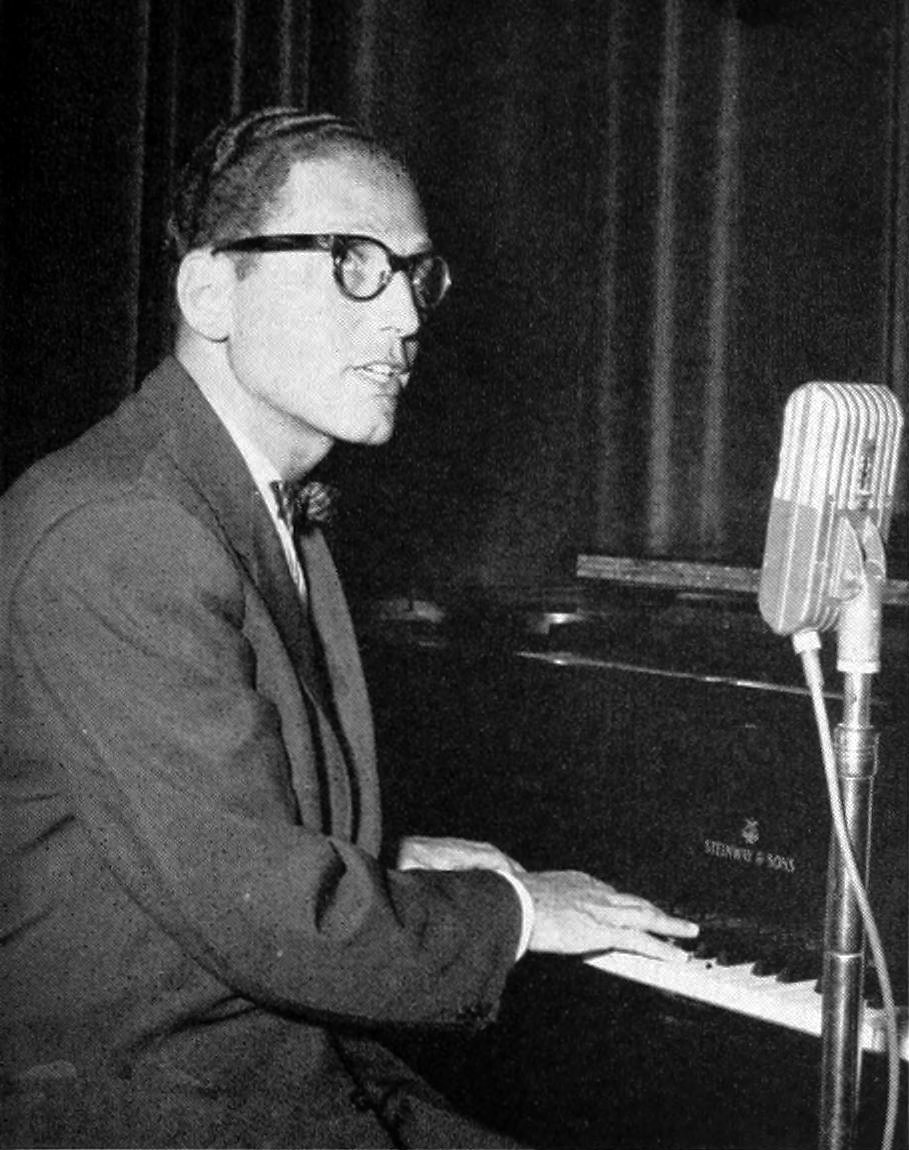
トム・レーラー／7月26日没（遺体発見日）

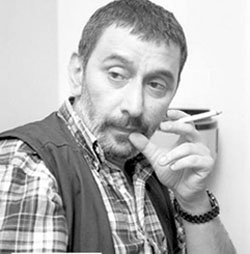
ジヤード・アッ＝ラハバーニー／7月26日没

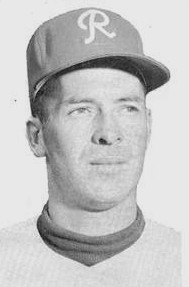
ジャック・ブルームフィールド／7月28日没

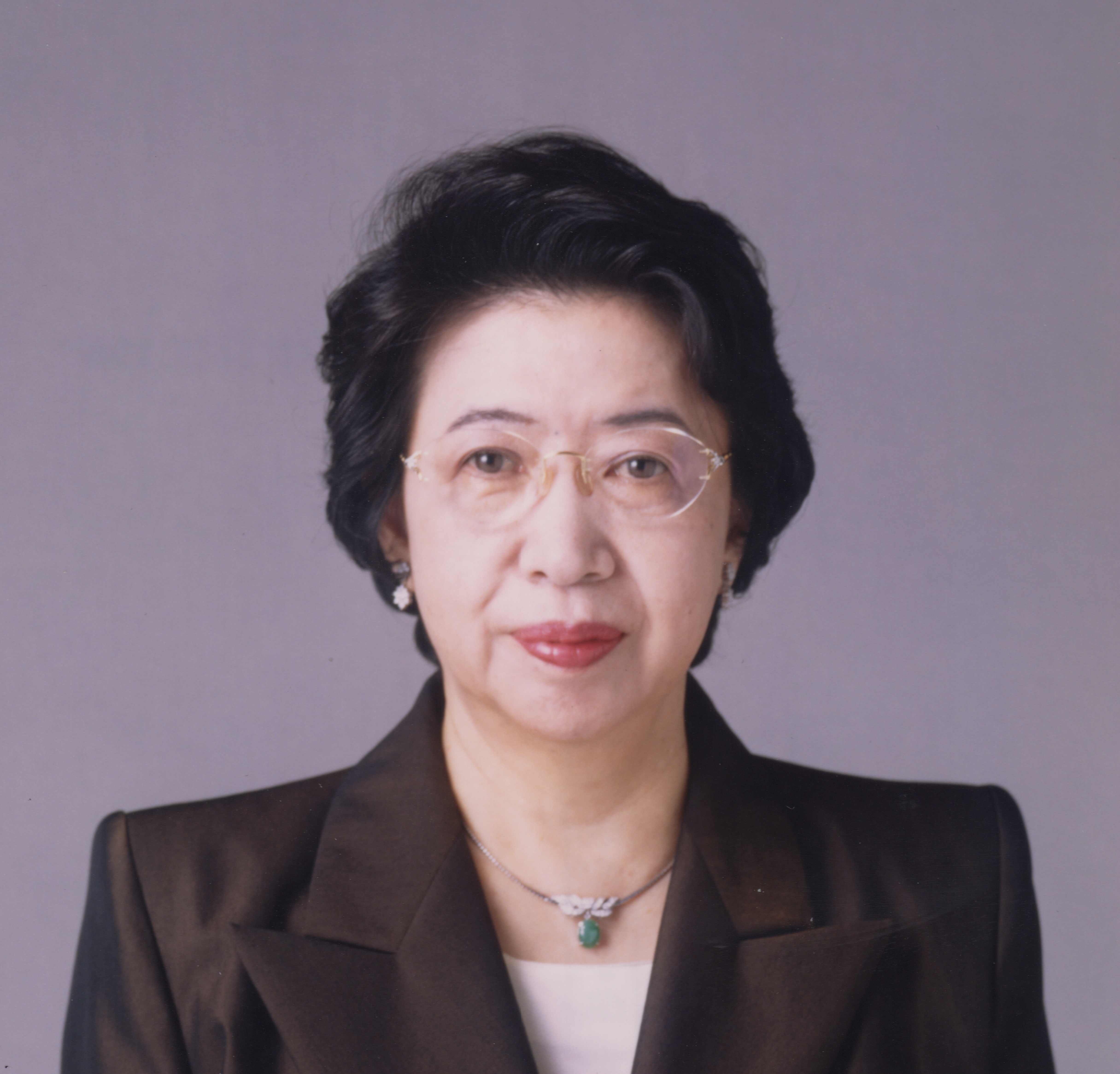
齋藤龍／7月28日没

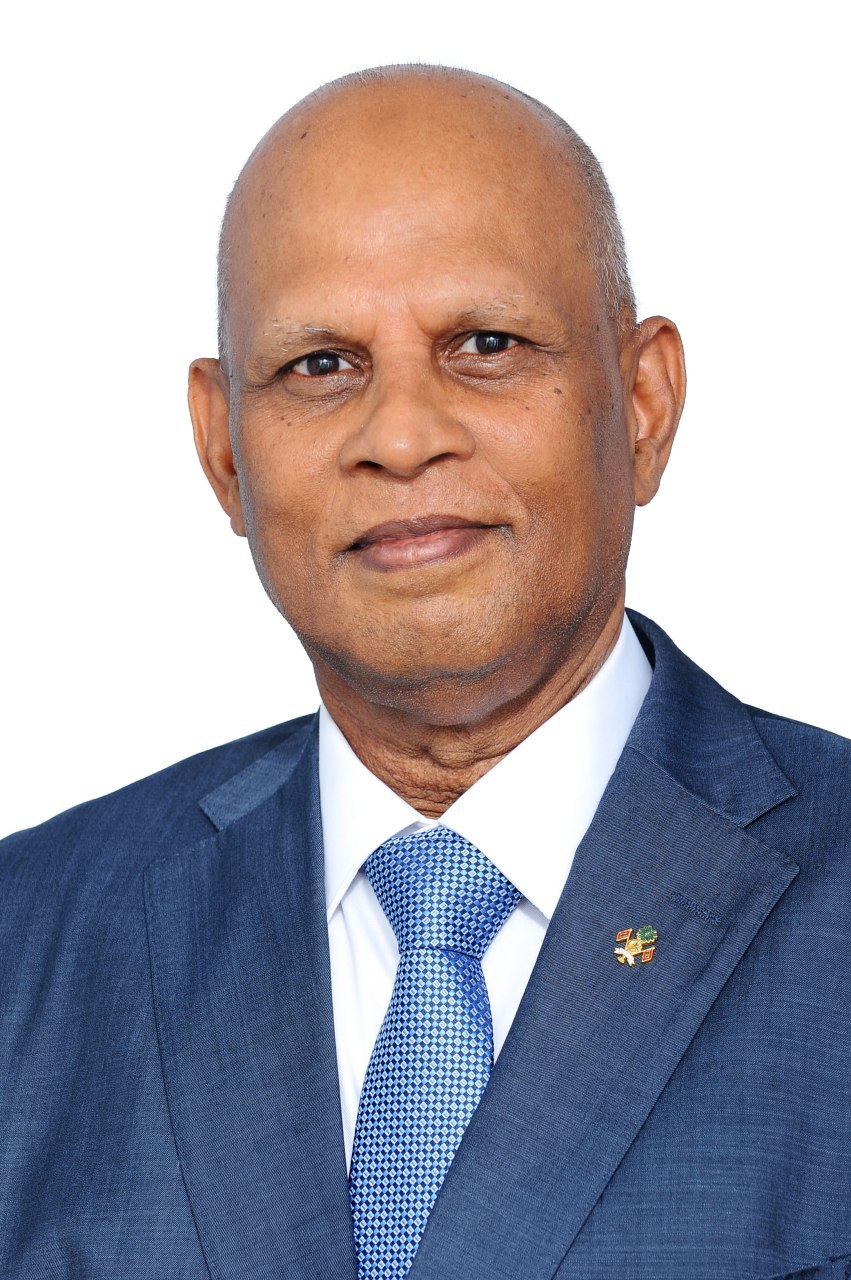
ハッサン・ソービル／7月28日没

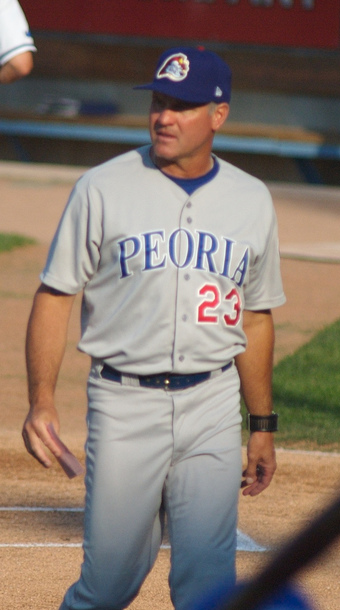
ライン・サンドバーグ／7月28日没

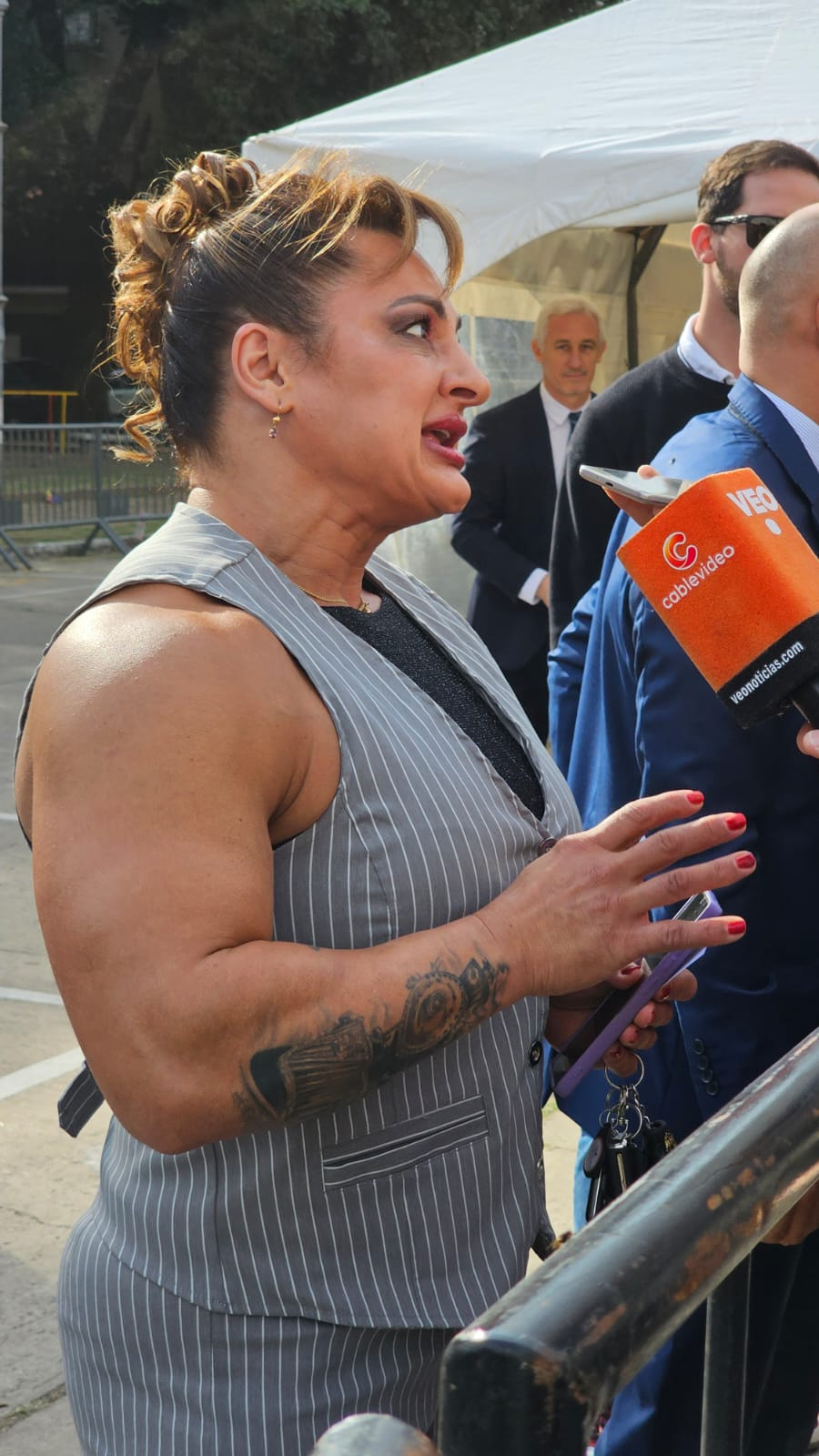
アレハンドラ・オリベラス／7月28日没

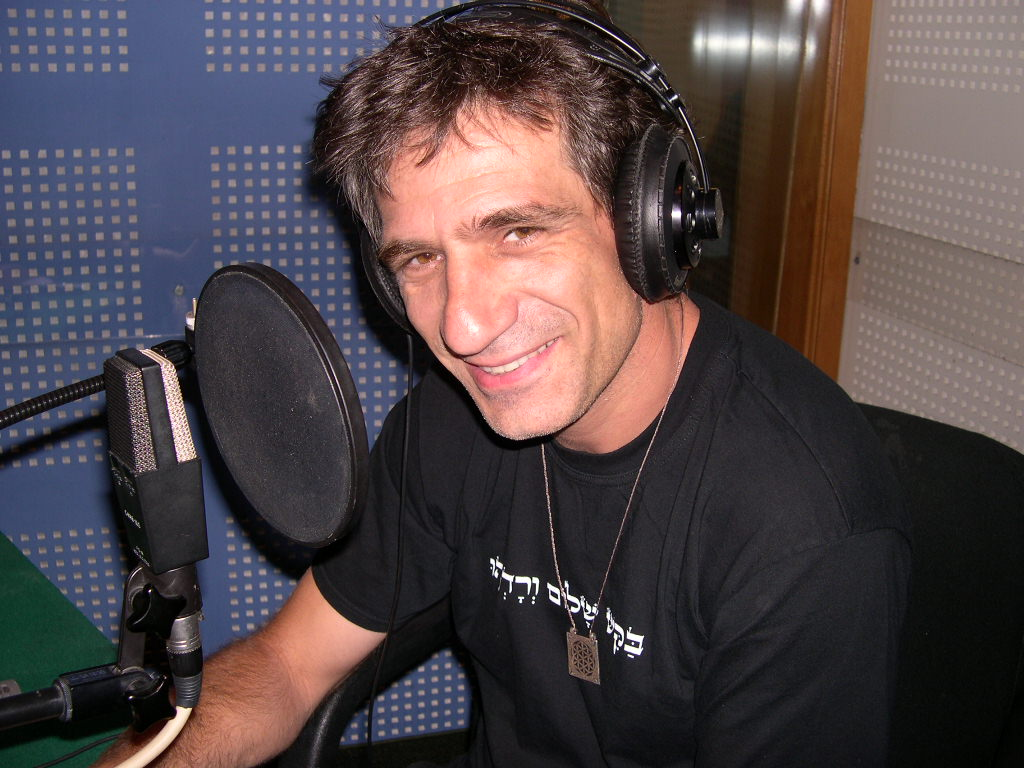
アロン・アブトゥブール／7月29日没

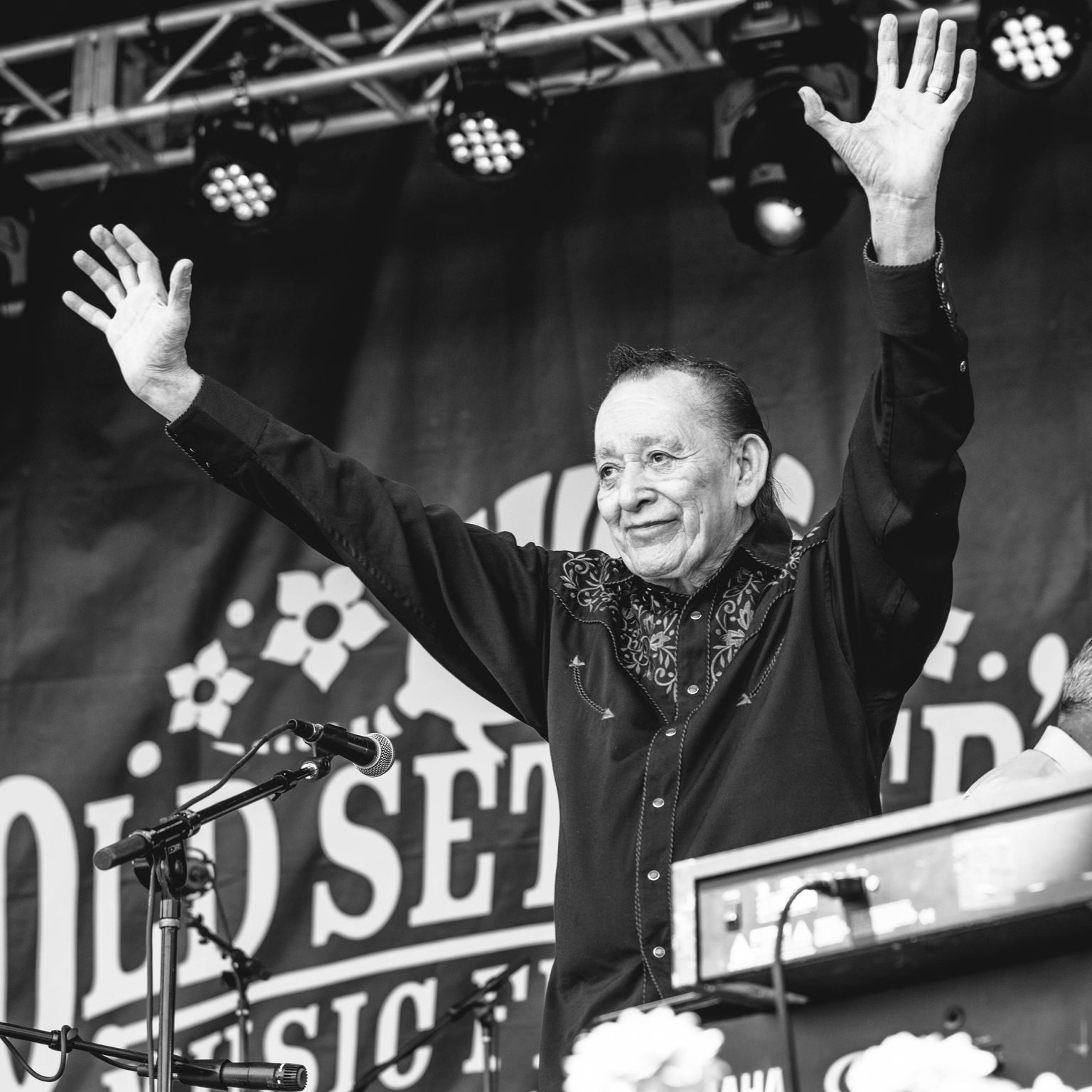
フラコ・ヒメネス／7月31日没

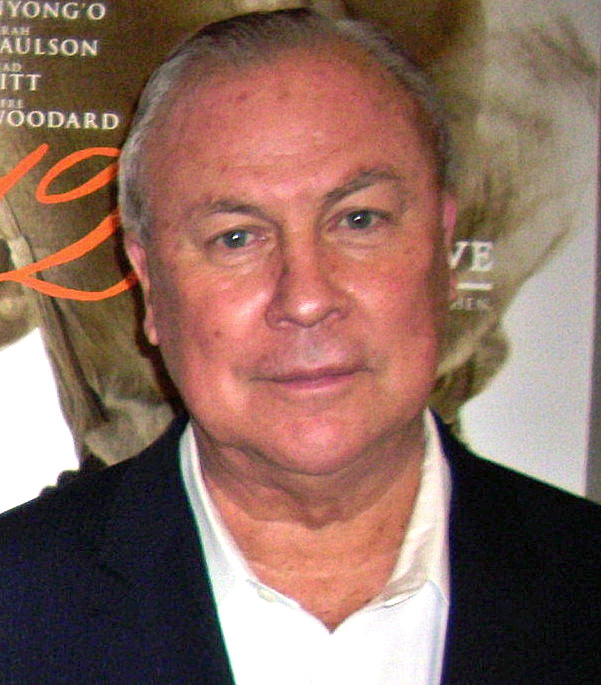
ロバート・ウィルソン／7月31日没

- 7月16日 - ビル・クレイ・シニア（英語版）、アメリカ合衆国の公民権運動家、労働運動家、政治家、元下院議員、元セントルイス市議会議員（* 1931年）[211]
- 7月16日 - 江口忠、日本の漁業協同組合幹部、元土居町漁業協同組合長（* 1932年?）[212]
- 7月16日 - ハビエル・モスコソ（英語版、スペイン語版）、スペインの検察官、弁護士、政治家、元首相府相、元検事総長（英語版）、元下院議員、元トムソン・ロイター・アランサディ編集委員会委員長（* 1934年）[213]
- 7月16日 - コニー・フランシス、アメリカ合衆国の歌手（* 1937年）[214]
- 7月16日 - クラウス・パイマン（英語版、ドイツ語版）、ドイツの演出家、劇場監督（* 1937年）[215]
- 7月16日 - 河合初子、日本の元飛込選手、京都水泳協会顧問（* 1937年）[216]
- 7月16日 - 森本忠彦、日本の洋画家、高知県美術展覧会理事長（* 1940年?）[217]
- 7月16日 - ゲーリー・カー、アメリカ合衆国のコントラバス奏者、指導者、元ジュリアード音楽院・ニューイングランド音楽院・イェール大学・インディアナ大学教員（* 1941年）[218]
- 7月16日 - 菅原進、日本のボランティア、元大島連絡船ひまわり船長（* 1943年?）[219]
- 7月16日 - アフメド・ファラス（英語版、アラビア語版、フランス語版）、モロッコの元プロサッカー選手、元同国代表（* 1946年）[220]
- 7月16日 - ウェイン・トーマス（英語版）、カナダの元プロアイスホッケー選手（* 1947年）[221]
- 7月16日 - 永戸祐三、日本の労働運動家、日本労働者協同組合連合会相談役・元理事長、日本社会連帯機構代表理事（* 1948年?）[222]
- 7月16日（訃報発表日） - テイラー・ウォン（英語版、中国語版）（黄泰来）、香港の映画監督（* 1950年）[223]
- 7月16日 - 崎山收、日本の実業家、キューブシステム会長（* 1950年）[224]
- 7月16日 - 徐敬業（中国語版）、中華人民共和国の軍人、政治家、元中国共産党重慶市委員会常務委員・紀律検査委員会書記、元中国共産党中央委員会企業工作委員会（中国語版）弁公室主任・紀律工作委員会書記、元中国共産党中央規律検査委員会委員・駐商務部紀律検査組組長、元国家経済貿易委員会（中国語版）弁公庁副主任・経済法規司司長、元中国共産党全国代表大会代表、元全国政治協商会議委員、元重慶市政治協商会議主席（* 1951年）[225]
- 7月16日 - ユーリー・カラ（英語版、ロシア語版）、ソビエト連邦、ロシアの映画監督、脚本家（* 1954年）[226]
- 7月16日 - 沃興華（中国語版）、中華人民共和国の書家、古文字学者、復旦大学教授、元華東師範大学教授（* 1955年）[227]
- 7月16日または7月17日 - ブライアン・ブラマン（英語版）、アメリカ合衆国の元プロアメリカンフットボール選手（* 1987年）[228][229]
- 7月16日 - サムエレ・プリヴィテーラ（英語版）、イタリアのロードサイクリスト（* 2005年）[230]
- 7月17日 - ジェイク・ラーソン（英語版）、アメリカ合衆国の軍人、TikToker（* 1922年）[231]
- 7月17日 - アラン・バーグマン（英語版）、アメリカ合衆国の作詞家（* 1925年）[232]
- 7月17日 - 藤井幸男、日本の実業家、サンマルコ食品創業者・取締役相談役（* 1927年?）[233]
- 7月17日（訃報発表日） - ダフネ・ウォーカー（英語版）、ニュージーランドの歌手（* 1930年）[234]
- 7月17日（訃報発表日） - ラミーロ・ヴァレンテ（英語版、ポルトガル語版）、ブラジルの元サッカー選手、指導者、元同国代表（* 1933年）[235]
- 7月17日 - 利島康司、元安川電機社長・会長、元北九州商工会議所会頭（* 1941年）[236]
- 7月17日（訃報発表日） - ウィン・デイヴィス（英語版）、イギリスの元プロサッカー選手、元ウェールズ代表（* 1942年）[237]
- 7月17日（訃報発表日） - ビル・ニューコム（英語版）、アメリカ合衆国の弁護士、元サンフランシスコ・ジャイアンツのマネージングゼネラルパートナー・オーナー、元アメリカ法曹協会会長（* 1942年）[238]
- 7月17日 - 楊再春（中国語版）、中華人民共和国の書家、教育者、出版家、写真家、元北京体育大学出版社副社長（* 1943年）[239]
- 7月17日 - ウド・フォークト、ドイツの空軍軍人、政治家、ドイツ空軍大尉、元欧州議会議員、元トレプトウ＝ケーペニック区議会議員、元ドイツ国家民主党党首（* 1952年）[240]
- 7月17日 - デイヴィッド・アルトチェック、アメリカ合衆国の整形外科医、スポーツ医師（* 1957年?）[241]
- 7月17日 - 岡部宏生、日本の難病患者・障害者権利活動家、境を越えて理事長、元日本ALS協会会長（* 1958年）[242]
- 7月17日 - 野瀬豊、日本の政治家、福井県高浜町長、元高浜町議会議員（* 1960年）[243]
- 7月17日 - フェリックス・バウムガルトナー、オーストリアのスカイダイバー、ベースジャンパー、パラシューティスト（* 1969年）[244]
- 7月17日 - ロビー・パードロ（英語版）、アメリカ合衆国の歌手、元「シティ・ハイ」のメンバー（* 1979年?）[245]
- 7月18日（訃報発表日） - レックス・ホワイト（英語版）、アメリカ合衆国の元レーシングドライバー（* 1929年）[246]
- 7月18日 - ロジャー・ノリントン、イギリスの指揮者、テノール、ロンドン・クラシカル・プレイヤーズ共同創設者、元カメラータ・ザルツブルク・シュトゥットガルト放送交響楽団首席指揮者（* 1934年）[247]
- 7月18日 - 田宮俊作、日本の実業家、タミヤ代表取締役会長、元田宮模型代表取締役社長、元静岡模型教材協同組合理事長（* 1934年）[248]
- 7月18日 - 峯山昭範、日本の政治家、元参議院議員【公明党所属】（* 1935年）[249]
- 7月18日 - マーガレット・ボーデン（英語版）、イギリスの認知科学者、人工知能学者、作家、サセックス大学教授（* 1936年）[250]
- 7月18日 - 吉田孝次郎、日本の文化人、元祇園祭山鉾連合会理事長（* 1937年?）[251]
- 7月18日 - ハル・ギャルパー、アメリカ合衆国のジャズ・ピアニスト、即興演奏家、音楽教育者、ジャズおよび現代音楽ニュースクール（英語版）教員（* 1938年）[252]
- 7月18日 - 吉川安一、日本の詩人、作詞家、名桜大学名誉教授、元沖縄県立図書館長（* 1939年）[253]
- 7月18日 - ジミー・ハント（英語版）、アメリカ合衆国の俳優（* 1939年）[254]
- 7月18日（訃報発表日） - ペルシー・バルネヴィック（英語版、スウェーデン語版）、スウェーデンの実業家、元ABB会長・最高経営責任者（* 1941年）[255]
- 7月18日（訃報発表日） - エドウィン・J・フュルナー（英語版）、アメリカ合衆国の政治学者、ヘリテージ財団共同創設者・元総裁（* 1941年）[256]
- 7月18日 - 河野光隆、日本のプロゴルファー（* 1941年）[257]
- 7月18日 - アンドレ・ヴァン＝トロワ（英語版、フランス語版）、フランスのカトリック教会の聖職者、枢機卿、元トゥール大司教区・パリ大司教区大司教（* 1942年）[258]
- 7月18日 - 都出比呂志、日本の考古学者、古墳研究者、大阪大学名誉教授、元滋賀大学助教授（* 1942年）[259]
- 7月18日 - 孫南雄（中国語版）、中華人民共和国の感染症学者、政治家、南京医科大学（中国語版）教授、江蘇省人民病院主任医師、元台湾民主自治同盟中央委員会常務委員・中央参政議政委員会主任・南京市委員会主任委員、元全国政治協商会議委員、元南京市政治協商会議副主席（* 1943年）[260]
- 7月18日 - 大橋穣、日本の元プロ野球選手【東映フライヤーズ・阪急ブレーブス所属】、指導者（* 1946年）[261]
- 7月18日 - ロベルト・シウィカ（英語版、スペイン語版、ポーランド語版）、アルゼンチンの元サッカー選手、指導者、元同国代表（* 1947年）[262]
- 7月18日 - ヨシプ・ペヤコヴィッチ（英語版、ボスニア語版）、ユーゴスラビア、ボスニア・ヘルツェゴビナの俳優、作家（* 1948年）[263]
- 7月18日 - 崔鍾天（朝鮮語版）、大韓民国の溶接工、詩人（* 1954年）[264]
- 7月18日 - ハリー・スタンジョフスキ（英語版、フランス語版）、カナダのコメディアン、作家、演出家、コンコルディア大学教授（* 1959年）[265]
- 7月18日 - 孔美琪（中国語版）、香港の教育者、滬江維多利亜学校（中国語版）共同創設者・総校長、香港教育大学・香港中文大学董事、上海市政治協商会議常務委員（* 1962年）[266]
- 7月18日 - 小原日登美、日本の陸上自衛官、元フリースタイルレスラー、指導者、2012年オリンピック金メダリスト（* 1981年）[267]
- 7月19日 - ジョアンナ・メイシー（英語版）、アメリカ合衆国の環境活動家、仏教学者、作家、生態学者（* 1929年）[268]
- 7月19日 - ジョー・ヴィジル（英語版）、アメリカ合衆国の長距離走指導者、元アダムズ州立大学（英語版）教員（* 1929年）[269]
- 7月19日 - ギオラ・エプスタイン、イスラエルの空軍軍人、パイロット、イスラエル空軍准将・エースパイロット（* 1938年）[270]
- 7月19日 - 永野正雄、日本の実業家、元テレビ新広島社長、元広島経済同友会筆頭代表幹事（* 1945年?）[271]
- 7月19日 - 渡邉祥行、日本の画家、近代日本美術協会理事長（* 1947年?）[272]
- 7月19日 - 森田憲一（英語版）、日本の理論計算機科学者、広島大学名誉教授（* 1949年?）[273]
- 7月19日 - イングヴァル・アンビェルンセン（英語版、ノルウェー語版）、ノルウェーの作家（* 1956年）[274]
- 7月19日 - ジェフ・ビッティガー（英語版）、アメリカ合衆国の元プロ野球選手（* 1962年）[275]
- 7月19日 - ベアトリス・ユリア＝モンゾン（英語版、フランス語版）、フランスのメゾソプラノ、オペラ歌手（* 1963年）[276]
- 7月19日 - アル＝ワリード・ビン・ハーリド・ビン・タラール・アッ＝サウード（英語版、アラビア語版）、サウジアラビアの王族（* 1989年）[277]
- 7月20日 - トム・トループ（英語版）、アメリカ合衆国の俳優（* 1928年）[278]
- 7月20日 - ウルシュラ・コジョウ（英語版、ポーランド語版）、ポーランドの詩人、作家、コラムニスト、劇作家（* 1931年）[279]
- 7月20日 - ジョゼ・マリア・マリン（英語版、ポルトガル語版）、ブラジルの政治家、元サンパウロ州知事・副知事、元サンパウロ州議会・サンパウロ市議会議員、元ブラジルサッカー連盟会長・副会長、元サンパウロ州サッカー連盟（英語版）会長（* 1932年）[280]
- 7月20日 - ロドニー・バクスター（英語版）、イギリス出身のオーストラリアの統計力学者、オーストラリア国立大学名誉教授（* 1940年）[281]
- 7月20日 - マルコム＝ジャマル・ワーナー（英語版）、アメリカ合衆国の俳優（* 1970年）[282]
- 7月20日 - プレタ・ジル（英語版、ポルトガル語版）、ブラジルの歌手、実業家、司会者（* 1974年）[283]
- 7月21日 - 周徳礼（中国語版）、中華人民共和国の軍人、政治家、中国人民解放軍大校、元全国人民代表大会代表、元広州軍区・南京軍区参謀長、元広西軍区（中国語版）副司令員・軍長、元中国共産党全国代表大会代表（* 1922年）[284]
- 7月21日 - V・S・アチュターナンダン（英語版、マラヤーラム語版）、インドの政治家、元ケララ州首相、元ケララ州行政改革委員会委員長、元ケララ州議会議員、元インド共産党マルクス主義派政治局員・ケララ州委員会書記（* 1923年）[285]
- 7月21日 - 道上進、日本の元卓球選手、元同国代表、元日本卓球協会常務理事・専務理事・強化対策本部長、元東京都卓球連盟理事長・会長（* 1931年）[286]
- 7月21日（訃報発表日） - クレセンシオ・グティエレス（英語版、スペイン語版）、メキシコの元プロサッカー選手、元同国代表（* 1933年）[287]
- 7月21日 - 赤石武城、日本の地方公務員、元青森県南部町副町長（* 1934年?）[288]
- 7月21日 - 張云（中国語版）、中華民国（台湾）の実業家、政治活動家、敏盛医療体系副総裁（* 1945年）[289]
- 7月21日 - 金民嬉、大韓民国のバレエダンサー、指導者、元漢陽大学校教授、元韓国バレエ協会会長（* 1948年）[290]
- 7月21日 - 福田正史、日本の実業家、元愛媛朝日テレビ社長・会長（* 1950年?）[291]
- 7月22日 - 金城義夫、日本の政治家、元沖縄県南風原町長（* 1936年?）[292]
- 7月22日 - ガイ・グリーン（英語版）、オーストラリアの裁判官、政治家、元タスマニア州総督、元連邦行政官（英語版）・総督代行、元タスマニア州最高裁判所（英語版）首席判事、元タスマニア大学学長（* 1937年）[293]
- 7月22日 - ジョン・ファロン（英語版）、イギリスの元プロサッカー選手（* 1940年）[294]
- 7月22日 - チャック・マンジョーネ、アメリカ合衆国のミュージシャン（* 1940年）[295]
- 7月22日 - 上條恒彦、日本の歌手、俳優、声優（* 1940年）[296]
- 7月22日 - 近藤欽司、日本の元卓球選手、指導者【元同国女子代表監督】、神奈川県卓球協会会長（* 1942年）[297]
- 7月22日 - 邱正雄（中国語版）、中華民国（台湾）の銀行家、政治家、元行政院副院長、元財政部長、元中央銀行副総裁、元安泰銀行（中国語版）・永豊金融控股董事長、元国立台湾大学兼任教授（* 1942年）[298]
- 7月22日（訃報発表日） - ジョン・パーマー（英語版）、イギリスのミュージシャン、元「ファミリー」のメンバー（* 1943年）[299]
- 7月22日 - ミハイル・タラセンコ（英語版、ロシア語版）、ソビエト連邦、ロシアの労働運動家、政治家、ロシア国家院議員、元ロシア鉱業冶金労働組合会長（* 1947年）[300]
- 7月22日 - オジー・オズボーン、イギリスのヘヴィメタル歌手、「ブラック・サバス」のメンバー（* 1948年）[301]
- 7月22日 - ヘオルヘ・コーイマンス（英語版、オランダ語版）、オランダのギタリスト、ボーカリスト、ソングライター、「ゴールデン・イヤリング」の元メンバー（* 1948年）[302]
- 7月22日 - イーエ・スミラット（英語版、インドネシア語版）、インドネシアの元バドミントン選手（* 1950年）[303]
- 7月22日 - イリーナ・ポドノソワ（英語版、ロシア語版）、ソビエト連邦、ロシアの裁判官、政治家、ロシア最高裁判所長官・元副長官（* 1953年）[304]
- 7月22日 - ジョーイ・ジョーンズ（英語版、ウェールズ語版）、イギリスの元サッカー選手、元ウェールズ代表（* 1955年）[305]
- 7月22日 - 丸山明義、日本の実業家、小田原機器社長（* 1959年）[306]
- 7月23日 - 景山ひろ、日本の修道女、教育者、元聖和女子学院理事長（* 1930年?）[307]
- 7月23日 - 杉本潤、日本の実業家、元SMK副会長（* 1935年?）[308]
- 7月23日 - 矢野誠一、日本の芸能評論家、エッセイスト（* 1935年）[309]
- 7月23日 - 永井啓弍、日本の実業家、馬主【サイレンススズカ・スズカマンボ・スズカフェニックスなどのオーナー】、永井商事会長、トヨタカローラ三重代表取締役名誉会長、中京馬主協会名誉会長、日本馬主協会連合会相談役（* 1935年）[310]
- 7月23日 - ミシェル・ダフ、カナダの元オートバイレーサー（* 1939年）[311]
- 7月23日 - 魯勝行（朝鮮語版）、大韓民国の検察官、弁護士、元清州地方検察庁（朝鮮語版）・光州地方検察庁（朝鮮語版）検事長、元大韓弁護士協会（朝鮮語版）副会長（* 1940年）[312]
- 7月23日 - 伊嶋外帰恵、日本の里親、ファミリーホーム時遊運営者（* 1947年?）[313]
- 7月23日 - 瀬川武春、日本の政治家、青森県東北町議会議員（* 1952年?）[314]
- 7月23日 - 亀山弘能、日本のパティシエ（* 1954年）[315]
- 7月23日 - アーノルド・パラシオス、北マリアナ諸島の政治家、知事・元副知事、元上院（英語版）議員・副議長・議長、元下院（英語版）議員・議長（* 1955年）[316]
- 7月23日 - アントニオ・トレビン（英語版、スペイン語版、アストゥリアス語版）、スペインの教員、政治家、リャネス市議会議員、元アストゥリアス州政府代表・首相、元下院議員、元リャネス市長、元アストゥリアス州教育長官、元アストゥリアス州議会議員（* 1956年）[317]
- 7月23日 - 皆川おさむ、日本の歌手、ひばり児童合唱団代表（* 1963年）[318]
- 7月24日 - 新盛辰雄、日本の政治家、元衆議院議員【日本社会党所属】、元日本社会党鹿児島県本部委員長（* 1926年）[319]
- 7月24日 - クレオ・レーン、イギリスのジャズ歌手、女優（* 1927年）[320]
- 7月24日 - 五代富文、日本の宇宙工学者、元宇宙開発事業団副理事長、元日本航空宇宙学会長、元文部科学省宇宙開発委員会委員（* 1932年）[321]
- 7月24日 - 上原尚剛、日本の実業家、元三菱商事専務（* 1936年?）[322]
- 7月24日 - ペーター・シュミット、ドイツのデザイナー（* 1937年）[323]
- 7月24日 - ヨセフ・チェルニー（英語版、チェコ語版）、チェコスロバキア、チェコの元アイスホッケー選手、元チェコスロバキア代表（英語版）、1968年冬季オリンピック銀メダリスト、1964年・1972年冬季オリンピック銅メダリスト（* 1939年）[324]
- 7月24日 - トミー・マクレイン、アメリカ合衆国のスワンプ・ポップ・ミュージシャン（* 1940年）[325]
- 7月24日 - フリオ・セサル・コルテス（英語版、スペイン語版）、ウルグアイの元サッカー選手、指導者【元グアテマラ代表監督】、元同国代表（* 1941年）[326]
- 7月24日 - 元山登雄、日本の実業家、元三井造船社長（* 1941年）[327]
- 7月24日 - スロチャナ・ガドギル（英語版、マラーティー語版）、インドの気象学者、モンスーン研究者、元インド理科大学院教授（* 1944年）[328]
- 7月24日 - ドン・ジマーマン、アメリカ合衆国の編集技師、音響技術者（* 1944年）[329]
- 7月24日 - 今田眞人、日本の政治活動家、元日本共産党佐賀県委員会書記長・委員長（* 1947年?）[330]
- 7月24日 - 左右田稔、日本の実業家、東建コーポレーション創業者・会長（* 1947年）[331]
- 7月24日 - 渡辺勝、日本の実業家、元乃村工芸社社長（* 1947年?）[332]
- 7月24日 - ハルク・ホーガン、アメリカ合衆国のプロレスラー（* 1953年）[333]
- 7月24日 - 斉藤光政、日本のジャーナリスト、東奥日報社編集局付特別編集委員（* 1959年）[334]
- 7月24日 - 竹下弓太郎、日本の銀行家、元八十二銀行副頭取（* 生年不明）[335]
- 7月25日 - 岩崎俊一、日本の電気工学者、電子工学者、ハードディスク研究者、東北工業大学名誉理事長・元理事長・元学長、東北大学特別栄誉教授、元東北大学電気通信研究所所長（* 1926年）[336]
- 7月25日 - ドリス・ゲルケ（英語版、ドイツ語版）、ドイツの犯罪小説家、女性運動家、平和運動家（* 1937年）[337]
- 7月25日 - ヘルベルト・パンカウ（英語版、ドイツ語版）、東ドイツ、ドイツの元サッカー選手、元東ドイツ代表、1964年オリンピック銅メダリスト（* 1941年）[338]
- 7月25日 - ダニエル・レンツ、アメリカ合衆国の作曲家（* 1942年）[339]
- 7月25日 - 側島克信、日本の実業家、元芦森工業社長（* 1944年?）[340]
- 7月25日 - ドワイト・ムハンマド・カウィ、アメリカ合衆国のプロボクサー（* 1953年）[341]
- 7月25日 - DJ CAN、日本のDJ（* 1980年?）[342]
- 7月26日（遺体発見日） - トム・レーラー、アメリカ合衆国のシンガーソングライター、ピアニスト、数学者、元ハーバード大学・カリフォルニア大学サンタクルーズ校教授（* 1928年）[343]
- 7月26日 - 野村基之、日本の社会運動家、牧師（* 1931年?）[344]
- 7月26日 - 銭永年（中国語版）、中華人民共和国の外交官、政治家、元国務院外事弁公室主任、元駐インドネシア大使、元外交部アフリカ司副司長（* 1933年）[345]
- 7月26日 - 杜栄坤（中国語版）、中華人民共和国の民族学者、民族史研究者、中国社会科学院研究員・名誉学部委員、元中国社会科学院民族研究所・民族学人類学研究所所長（* 1935年）[346]
- 7月26日 - 佐々木健一郎、日本の実業家、元河北新報社常務（* 1935年?）[347]
- 7月26日 - 郭徳俊、日本の現代美術家（* 1937年）[348]
- 7月26日（訃報発表日） - イジー・クランポル（英語版、チェコ語版）、チェコスロバキア、チェコの俳優、司会者、声優、コメディアン（* 1938年）[349]
- 7月26日 - 高野雅夫、日本の教育活動家【夜間中学増設運動】（* 1940年?）[350]
- 7月26日（訃報発表日） - ウィリー・アーヴァイン（英語版）、イギリスの元プロサッカー選手、元北アイルランド代表（* 1943年）[351]
- 7月26日 - 岡田篤、日本の政治家、元北海道議会議員（* 1951年?）[352]
- 7月26日 - ジヤード・アッ＝ラハバーニー、レバノンのミュージシャン、劇作家、政治評論家（* 1956年）[353]
- 7月27日 - 胡鴻烈（英語版、中国語版）（ヘンリー・フー）、中華民国、香港の外交官、法学者、弁護士、香港樹仁大学学長・校監、元香港立法局議員、元香港市政局議員・副主席（* 1920年）[354]
- 7月27日 - 永井順裕、日本の政治家、元長野県須坂市長（* 1933年）[355]
- 7月27日 - 金子健樹、日本の文筆家、おあしす創刊者（* 1935年?）[356]
- 7月27日 - 韓灝鮮（朝鮮語版）、大韓民国の農業協同組合幹部、政治家、元国会議員、元農業協同組合中央会会長（* 1936年）[357]
- 7月27日 - ホルスト・マーラー（英語版、ドイツ語版）、ドイツの弁護士、ネオナチ活動家、ホロコースト否認論者、ドイツ赤軍共同創設者（* 1936年）[358]
- 7月27日 - 騰和美、日本の政治家、元兵庫県尼崎市議会議員（* 1936年?）[359]
- 7月27日 - 又吉幸一、日本の地方公務員、元沖縄県浦添市助役（* 1936年?）[360]
- 7月27日（訃報発表日） - ディック・スフナイデル（英語版、オランダ語版）、オランダの元プロサッカー選手、指導者、元同国代表（* 1948年）[361]
- 7月27日 - 汪林朋（中国語版）、中華人民共和国の実業家、居然智家（中国語版）董事長・最高経営責任者（* 1968年）[362]
- 7月27日 - 東本昌平、日本の漫画家（* 生年不明）[363]
- 7月28日（訃報発表日） - サルヴァトーレ・ジョンタ（英語版、イタリア語版）、イタリアの元水球選手、1960年オリンピック金メダリスト、1952年オリンピック銅メダリスト（* 1930年）[364]
- 7月28日 - ジャック・ブルームフィールド、アメリカ合衆国の元プロ野球選手【近鉄バファロー・近鉄バファローズ、南海ホークス所属】、指導者（* 1930年）[365]
- 7月28日 - I・ウィリアム・ザートマン、アメリカ合衆国の国際関係学者、作家、ジョンズ・ホプキンズ大学名誉教授、元サウスカロライナ大学・ニューヨーク大学教員（* 1932年）[366]
- 7月28日 - セシル・ディオンヌ（英語版）、カナダのセレブリティ【ディオンヌ家の五つ子姉妹】（* 1934年）[367]
- 7月28日 - 仲里幸子、日本の看護学者、沖縄県立看護大学名誉教授、元沖縄県看護協会会長、元沖縄県小児保健協会副会長、元沖縄県環境保健部参事監、元沖縄県立沖縄看護学校校長（* 1934年?）[368]
- 7月28日 - クイック・キアン・ギー（英語版、インドネシア語版）、インドネシアの経済学者、政治家、元国家開発計画相・経済財政産業調整相、元国民協議会副議長、元国民議会（英語版）議員（* 1935年）[369]
- 7月28日 - 齋藤龍、日本のピアニスト、音楽教育者、地方公務員、元神奈川県横浜市助役、元横浜市芸術文化振興財団理事長（* 1935年）[370]
- 7月28日 - ミシェル・カロン（英語版、フランス語版）、フランスの科学社会学者、科学技術社会論研究者、パリ国立高等鉱業学校教員（* 1945年）[371]
- 7月28日 - 王天凱（中国語版）、中華人民共和国の官僚、実業家、政治家、元国有重点大型企業監事会（中国語版）主席、元紡績工業部（中国語版）科技発展司司長・副司長、元国家紡績工業局副局長、元陝西省経済委員会副主任、元中国恒天集団総経理・董事長、元陝西省紡績工業公司副経理、元中国紡績工業連合会（中国語版）会長、元中国紡績総会企画発展部主任、元全国政治協商会議委員（* 1946年）[372]
- 7月28日 - ジェリー・モロー（ジェラール・エティフィエ、稲妻二郎）、マルティニーク、カナダのプロレスラー【元国際プロレス所属】（* 1949年）[373]
- 7月28日 - ハッサン・ソービル、モルディブの官僚、外交官、政治家、駐日本大使、元漁業農業相・観光相、元国民議会議員、元駐ベルギー・欧州連合大使、元駐イギリス・シンガポール高等弁務官（* 1951年）[374]
- 7月28日 - 金崎芳輔、日本の金融学者、経営学者、東北大学名誉教授（* 1955年?）[375]
- 7月28日 - ライン・サンドバーグ、アメリカ合衆国の元プロ野球選手【シカゴ・カブスなどに所属】、指導者、アメリカ野球殿堂表彰者（* 1959年）[376]
- 7月28日（遺体発見日） - 崔虎、大韓民国の政治家、元京畿道議会議員（* 1961年）[377]
- 7月28日 - 戸神重明、日本の怪談作家（* 1968年）[378]
- 7月28日 - アレハンドラ・オリベラス、アルゼンチンのプロボクサー（* 1978年）[379]
- 7月29日 - 廣安美代子、日本のスーパーセンテナリアン、同国最高齢者（* 1911年）[380]
- 7月29日 - 根深貞男、日本の教育者、元弘前中央高等学校校長（* 1935年?）[381]
- 7月29日 - 三松三朗、日本の文化人、三松正夫記念館館長、昭和新山所有者（* 1937年）[382]
- 7月29日 - メグナド・デサイ（英語版）、インド出身のイギリスのマルクス経済学者、政治経済学者、経済史学者、作家、政治家、貴族院議員、ロンドン・スクール・オブ・エコノミクス名誉教授（* 1940年）[383]
- 7月29日 - 姜昌淳（朝鮮語版）、大韓民国の原子力工学者、ソウル大学校名誉教授、元原子力安全委員会委員長、元韓国原子力安全技術院（朝鮮語版）理事会議長（* 1943年）[384]
- 7月29日 - 許永浩（朝鮮語版）、大韓民国の登山家、探検家（* 1954年）[385]
- 7月29日（訃報発表日） - ポール・マリオ・デイ、イギリスの歌手、「アイアン・メイデン」「モア（英語版）」「スウィート」の元メンバー（* 1956年）[386]
- 7月29日 - アロン・アブートブール、イスラエルの俳優（* 1965年）[387]
- 7月29日 - シュアン・ベリョ（英語版、スペイン語版、アストゥリアス語版）、スペインの詩人、作家（* 1965年）[388]
- 7月30日 - ジョージ・ナイ（英語版）、アメリカ合衆国の政治家、元オクラホマ州知事・副知事、元オクラホマ州議会下院議員、元セントラル・オクラホマ大学学長（* 1927年）[389]
- 7月30日 - イェジー・マカルチク、ポーランドの弁護士、裁判官、元欧州人権裁判所・欧州司法裁判所判事（* 1938年）[390]
- 7月30日 - 井上欣史、日本の実業家、元富士電機取締役（* 1939年?）[391]
- 7月30日 - 高井和伸、日本の弁護士、政治家、元参議院議員【連合参議院所属】（* 1940年）[392]
- 7月30日 - 陸延昌（中国語版）、中華人民共和国のエンジニア、政治家、元電力工業部（中国語版）副部長、元国家電力（中国語版）副総経理、元中国聯合通信副董事長、元エネルギー部（中国語版）電力司司長、元水利電力部（中国語版）生産司副司長、元中国科学技術協会（中国語版）副主席、元全国政治協商会議委員（* 1940年）[393]
- 7月30日 - 川村龍夫、日本の実業家、ケイダッシュ代表取締役会長（* 1941年）[394]
- 7月30日 - マリアンネ・ヤーン（英語版、ドイツ語版）、オーストリアの元アルペンスキー選手（* 1942年）[395]
- 7月30日 - リンダ・マッギル（英語版）、オーストラリアの元競泳選手（* 1945年）[396]
- 7月30日 - 鷹山ひばり、日本の文化人、元青森県立美術館・七戸町立鷹山宇一記念館館長（* 1950年）[397]
- 7月30日（訃報発表日） - ラウラ・ダールマイヤー（英語版、ドイツ語版）、ドイツの元バイアスロン選手、2018年冬季オリンピック金メダリスト（* 1993年）[398]
- 7月30日（訃報発表日） - ダリル・ジョンソン、アメリカ合衆国の歌手、「チェアメン・オブ・ザ・ボード（英語版）」の元メンバー（* 生年不明）[399]
- 7月31日 - アドリアーナ・アスティ（英語版、イタリア語版）、イタリアの女優、声優（* 1931年）[400]
- 7月31日 - 吉田陸雄、日本の実業家、元北海道新聞社専務取締役、元エフエム北海道代表取締役社長（* 1935年?）[401]
- 7月31日 - フラコ・ヒメネス、アメリカ合衆国のコンフント（英語版）・ミュージシャン、アコーディオン奏者（* 1939年）[402]
- 7月31日 - ロバート・ウィルソン、アメリカ合衆国の演出家、ビジュアル・アーティスト、劇作家（* 1941年）[403]
- 7月31日 - 長浜悦子、日本の太鼓・琉球舞踊指導者、乾流太鼓保存連盟榮悦の会家元（* 1944年?）[404]
- 7月31日（訃報発表日） - マルレーナ・ザゴーニ（英語版、ルーマニア語版）、ルーマニアの元ローイング競技選手、1980年オリンピック銅メダリスト（* 1951年）[405]
- 7月31日 - スリャダルマ・アリ（英語版、インドネシア語版）、インドネシアの政治家、元宗教相・協同組合中小企業担当相、元国民議会議員、元統一開発党（英語版）党首（* 1956年）[406]
- 7月31日 - 山内順仁、日本の写真家（* 1959年）[407]
- 7月31日（遺体発見日） - カン・リン、大韓民国のキーボーディスト、「E.O.S」「Lynn O＆X」の元メンバー（* 1967年）[408]
- 7月31日 - ホアン・ナム・ティエン（ベトナム語版）、ベトナムの実業家、FPT大学（英語版）評議会副主席、元FPTソフトウェア（英語版）・FPTテレコム代表取締役会長（* 1969年）[409]